# Col du Stelvio
Le col du Stelvio (en italien : passo dello Stelvio, en allemand : Stilfser Joch) est le plus haut col routier des Alpes italiennes avec 2 758 mètres d'altitude. Reliant Bormio en Lombardie à Prato allo Stelvio dans le Trentin-Haut-Adige, c'est aussi le second plus haut col routier des Alpes après le col de l'Iseran (2 764 m),. Le col, situé dans le parc national du Stelvio, se trouve au pied d'imposants sommets tels que l'Ortles, le mont Scorluzzo ou le Piz Umbrail.
La route du col, qui fait partie de la route nationale SS 38 — dite dello Stelvio —, est entièrement asphaltée et est généralement ouverte à la circulation entre fin mai et fin octobre ou début novembre, selon les conditions météorologiques. Le versant ouest est généralement ouvert au trafic un peu plus tôt. Pendant les mois d'ouverture, la circulation, principalement liée aux voyages touristiques et de loisirs, est intense, qu'elle soit motorisée ou non. Des centaines de motocyclistes s'y réunissent chaque année lors de la « rencontre internationale » qui a lieu la première semaine de juillet.
Une étude décidée en 2015 vise à préciser si un futur tunnel ferroviaire ou automobile sous le col du Stelvio est réalisable. Il est également prévu de faire reconnaître le col du Stelvio comme site du patrimoine mondial de l'UNESCO.

## Géographie

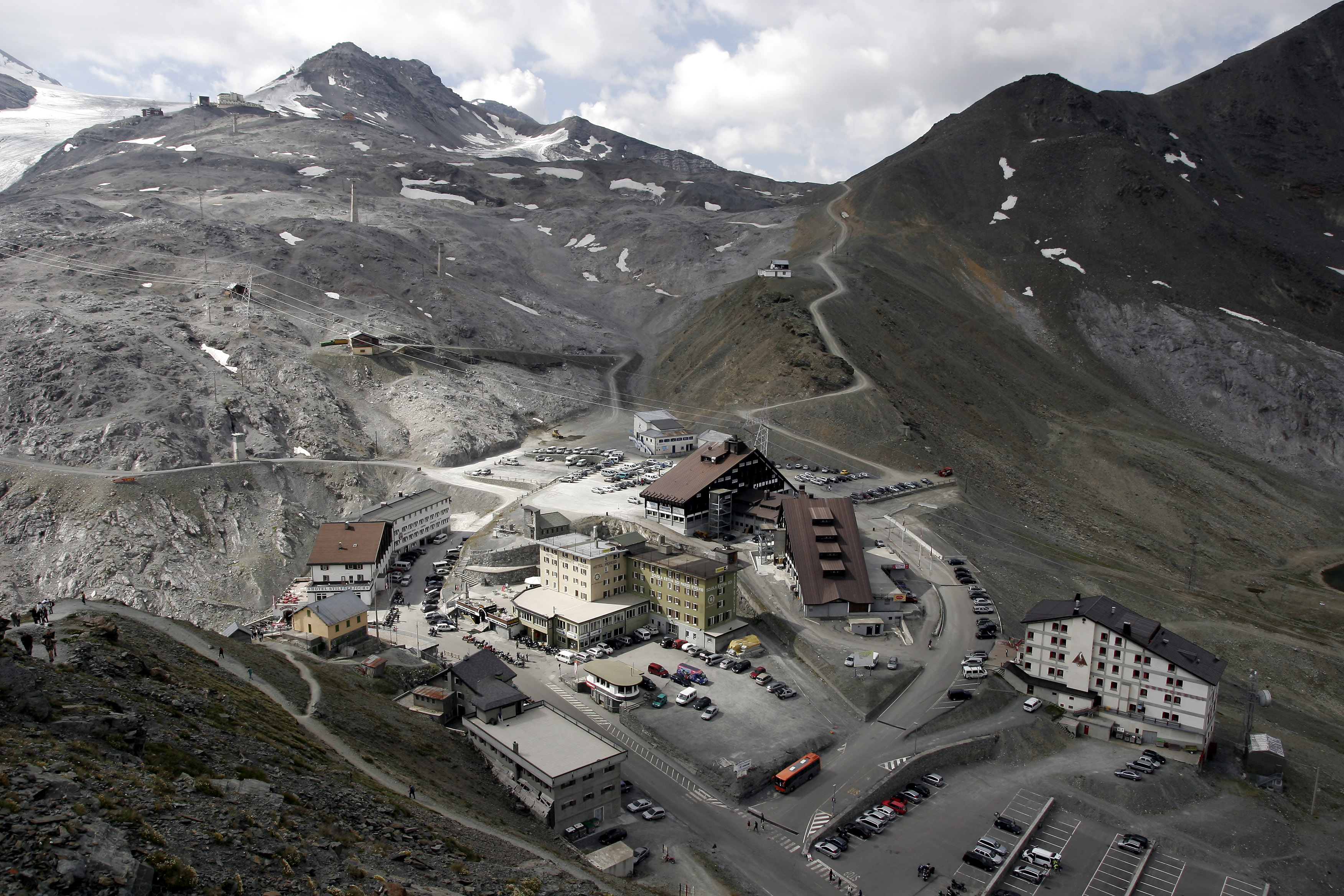
Vue du col du Stelvio depuis le piz da las Trais Linguas.

Frontière entre le Trentin-Haut-Adige et la Lombardie, le col du Stelvio se situe au sud de Sulden, à 75 km de Bozen/Bolzano. Il relie la province de Bolzano/Bozen (Vinschgau/val Venosta, aux sources de l'Adige) à la Valteline. Sur le versant nord-est, la route a une longueur de 24,3 kilomètres et une déclivité de 7,4 %. Celle venant de Bormio permet également d'accéder au col de l'Umbrail 3 km avant le col du Stevio et permet de rejoindre Santa Maria Val Müstair dans les Grisons. La route compte quatre-vingt-huit virages en lacets, dont quarante-huit du côté tyrolien et quarante du côté lombard.
Zone frontalière avec le val Müstair, en Suisse, le col se trouve au pied d'un sommet dénommé piz da las Trais Linguas, pic des trois langues, puisque s'y rencontrent les frontières linguistiques entre italien (Valteline), allemand (Vinschgau) et romanche (val Müstair, canton des Grisons).
Plusieurs sentiers de randonnée partent du col, notamment le chemin menant à la Cima Garibaldi (2 843 m) et le chemin qui atteint le refuge Pirovano (3 028 m). Le col est le point de départ de chemins menant au cœur du parc national du Stelvio.

## Histoire

### Préhistoire et Antiquité
Le col du Stelvio, du nom du village de Stelvio situé à l'est du col, n'a jamais été l'un des cols d'importance nationale ; au contraire, il a toujours été dans l'ombre du col de l'Umbrail jusqu'à la construction de la route.
Les premières traces qui se réfèrent à des colonies et des activités commerciales dans la région du col du Stelvio sont attribuées au début de l'âge du bronze.
Les établissements préhistoriques à proximité du Stelvio remontent à 2000 av. J.-C. : des éclats de terre cuite, deux haches en bronze légèrement plus récentes et une figurine représentant Mars montrant l'influence des Étrusques de la région de la vallée du Pô (datant de 500 av. J.-C.) témoignent que le col du Stelvio est accessible par une piste muletière, le chemin des « Wormions » (ou Wormsionsteig), également documenté pour la période romaine. Un chemin qui pourrait être utilisé pour le commerce comme pour les armées, les voyages ou les transports, ou encore la chasse. Cependant, le principal passage qui relie la Lombardie, la Bavière et la Suisse voisine était le Wormser Joch, l'actuel col de l'Umbrail, bien plus emprunté que le Wormsionsteig.
À l'époque Romaine, une piste muletière menait au col, qui avait une certaine signification car elle offrait un accès rapide et une protection latérale à la Via Claudia Augusta.

### Époque moderne
Si dans la carte tyrolienne de 1600 éditée par Matthias Burglechner ou encore en 1770 dans l'atlas Tyrolensis on retrouve la piste muletière du passo Ombraglio (Wormser Joch, aujourd'hui col de l'Umbrail), on ne trouve pas le Wormsionsteig, seulement une indication de sa faible utilisation.
Le col du Stelvio a également été utilisé dans une certaine mesure tout au long du Moyen Âge, quoique même les habitants répugnaient à l'emprunter. Pendant la guerre de Trente Ans, qui englobait presque toute l'Europe mais qui sévissait principalement sur le sol allemand, le col du Stelvio a été utilisé à plusieurs reprises par les militaires. En 1632, les troupes milanaises franchissent le col pour assister l'archiduc autrichien Léopold. L'année suivante, une autre armée milanaise constituée de 12 000 soldats et 1 600 chevaux franchit le col, tandis que le duc de Milan et son entourage choisissent la route du Wormser Joch.
Afin d'améliorer les connexions du col vers le nord, Bormio a voulu, en 1795, agrandir la voie qui menait au col du Stelvio, pour en faire un chemin muletier, une route rurale à voie unique. Cependant, les habitants de l'Engadine craignent que cela ne détourne le trafic commercial menant de l'Engadine au col de Resia et empêchent une expansion. Lorsque la Bavière a conclu un accord commercial avec les régions italiennes en 1808, des études ont de nouveau été menées sur la construction d'une route de col menant au nord de Bormio. Outre le passo di Fraele et le Wormser Joch, elles concernaient principalement le col du Stelvio. La construction d'une autre route à travers le val di Forno et le val Martello a été abandonnée car elle aurait conduit à de nombreux passages dans des zones glaciaires. La décision est tombée sur le col du Stelvio, un premier projet de route de 2,70 m de large entre Bormio et le col a été développé. Avant que le choix du tracé de la route puisse continuer et que la construction puisse commencer, la situation politique en Europe a tellement changé qu'il y a des choses plus importantes que la construction d'une route commerciale.

### La construction de la route sous l'empire d'Autriche
Au début du XIXe siècle, l'importance militaire et la situation politique de l'époque, après la signature du traité de Vienne, entraîne l'empereur d'Autriche François Ier a créer une nouvelle route qui pourrait relier le val Venosta à Milan, ville faisant alors partie du territoire austro-hongrois, à travers la Valteline. Le chef de chantier est l'ingénieur Carlo Donegani (1775-1845), expert de la construction de routes de montagne et concepteur de la route du col du Splügen,. Après une année de réflexion, Carlo Donegani achève la conception de la route et le 23 avril 1820, le gouvernement autrichien décide de démarrer les travaux immédiatement. Bien que la construction de la route se soit achevée en 1825, le temps de travail effectif a duré moins de deux ans en raison des pauses hivernales. Pendant les mois d'été, jusqu'à 2 000 ouvriers ont travaillé sur le chantier pour un coût total de 2 901 000 florins,. Les six tunnels entre les Bagni Vecchio de Bormio et la maison du deuxième gardien dans les gorges de Braulio, qui représentent une longueur totale de près de 700 mètres, représentent les plus grandes difficultés de la construction.

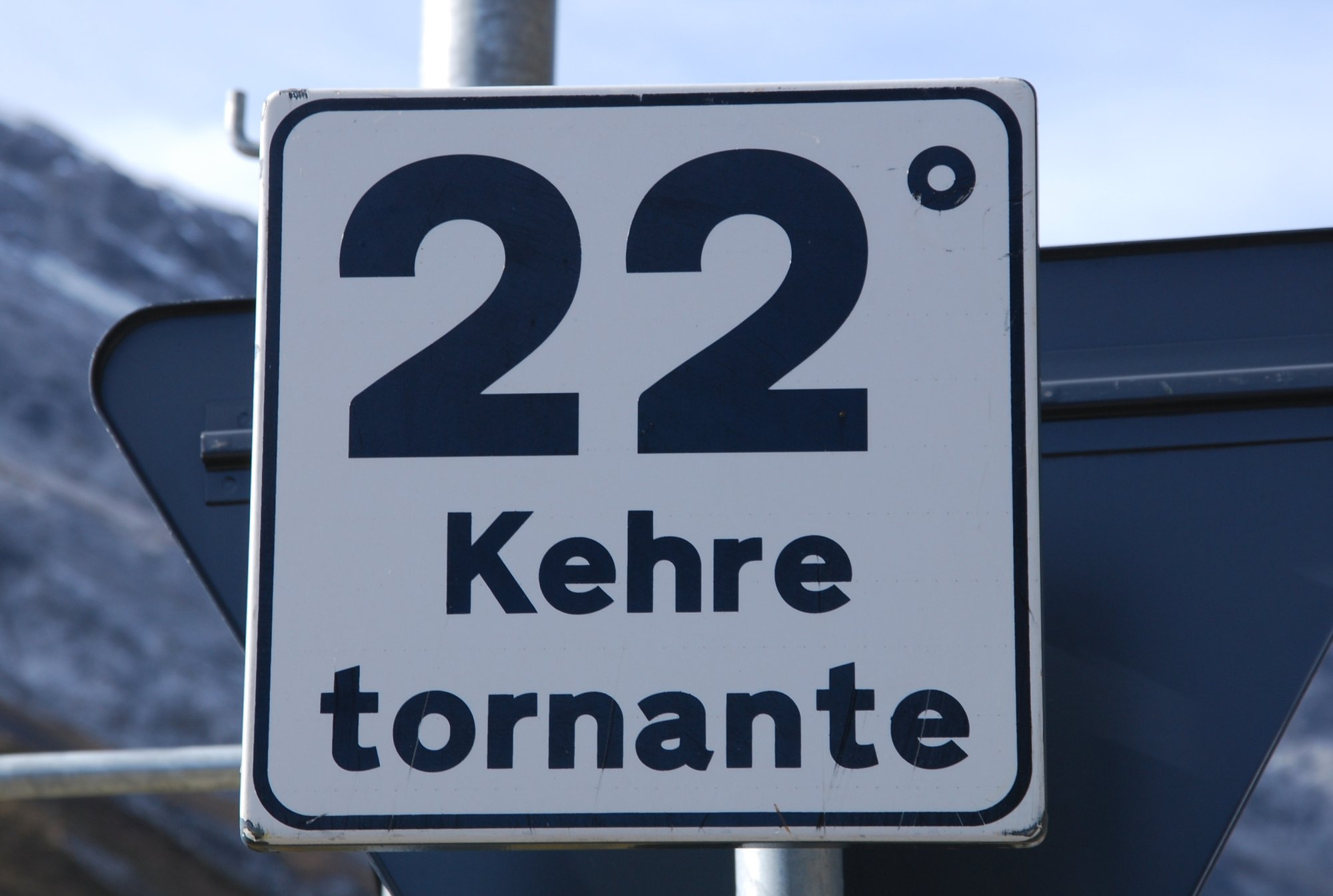
Panneau contemporain du en épingle à cheveux.

La route, particulièrement exposée aux avalanches, a nécessité la construction de tunnels de protection en bois contre les avalanches, d'une longueur totale d'environ 3 500 m, peu après l'inauguration. Sur le versant sud-tyrolien, 48 virages en épingle à cheveux ont été nécessaire pour un dénivelé total de 1 870 m et 34 du côté de la Valteline, pour un dénivelé de 1 530 m.
En juillet 1825, la « strada dello Stelvio » est inaugurée et ouverte, dans un premier temps, au service postal, puis à un véritable service de diligence qui met Milan en communication directe avec le val Venosta.
Une fois la route terminée, trois fortifications ont été construites par les Autrichiens à différents points de l'ascension du côté du Tyrol du Sud: le fort de Gomagoi, le fort de Kleinboden et le fort de Weisser Knott, qui faisaient partie de la « barrière de Gomagoi »,.
Au cours de la révolution de 1848, la route du col a été rendue impraticable par quelques insurgés lombards qui ont mis le feu à des tunnels de protection contre les avalanches en bois au-dessus du village de Stelvio. La facilité avec laquelle la route pouvait être bloquée a incité Radetzky à instaurer les routes du passo del Tonale et d'Aprica comme itinéraires alternatifs. En conséquence, la route du col du Stelvio a rapidement perdu son importance militaire, à laquelle elle était due quelques années plus tôt. Durant les guerres d'Indépendance italiennes de 1859 et 1866, le col n'a joué qu'un rôle subalterne.
Jusqu'en 1859, date de la deuxième guerre d’indépendance italienne et de l'annexion de la Lombardie par le royaume de Sardaigne, la route du Stelvio est praticable tout au long de l'année. 8 maisons cantonales (rottenhäuser) le long du chemin offrent l'hébergement et le changement de chevaux. Pendant les mois d'hiver, les personnes et les marchandises étaient transportées par des traîneaux tirés par des chevaux. Les rotters, les hommes des maisons cantonnières, avaient également pour tâche d'enlever la neige de la route à l'aide de pelles et de chasse-neige tirés par des chevaux. Les points d'appui les plus importants ont été le Franzenshöhe et le IV Cantoniera, situé au col de l'Umbrail. Le trajet de près de 50 km entre Bormio et Prato, comprenant plusieurs changements de chevaux, prenait environ 9 heures.

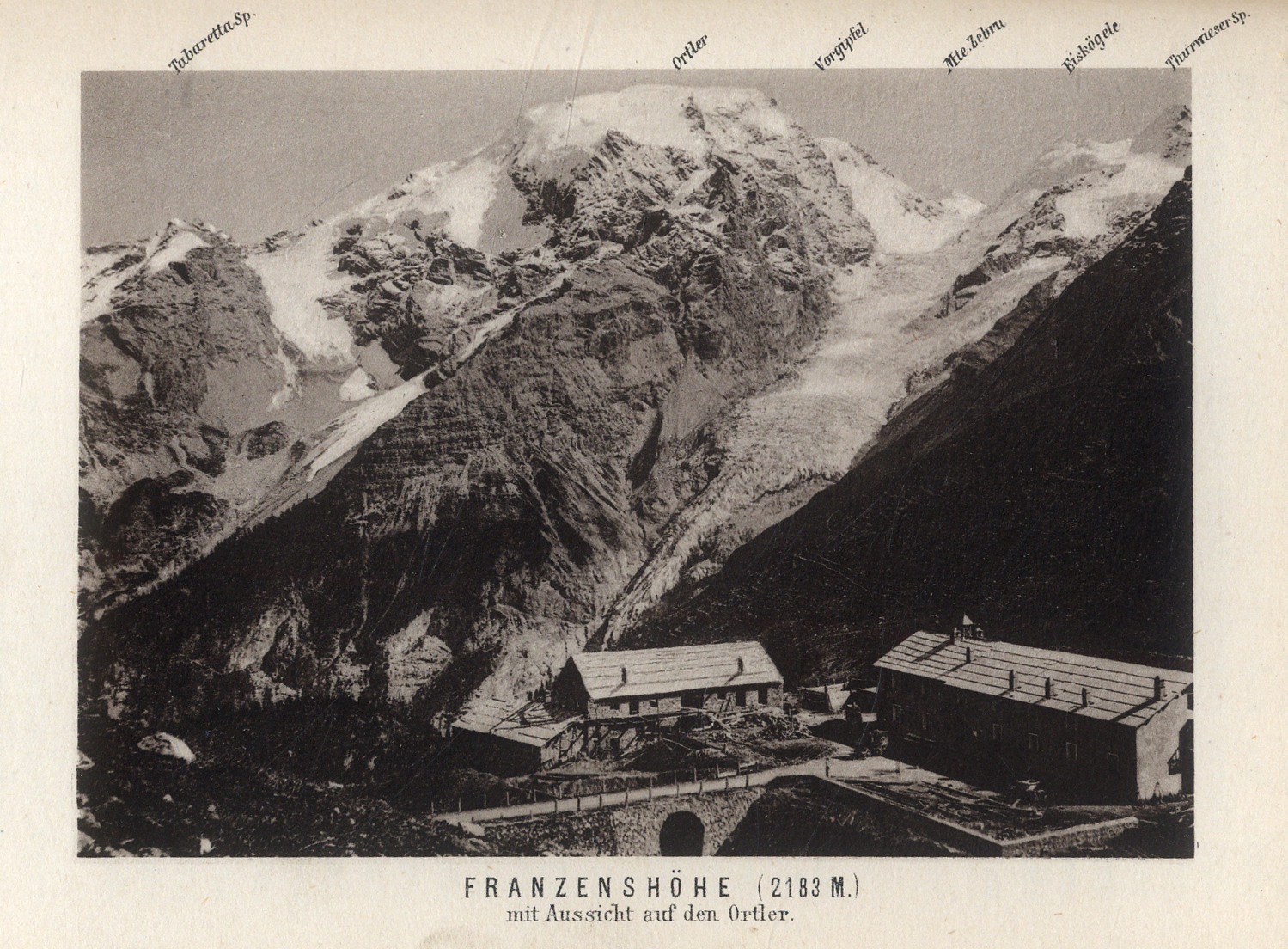
La Franzenshöhe en 1884.
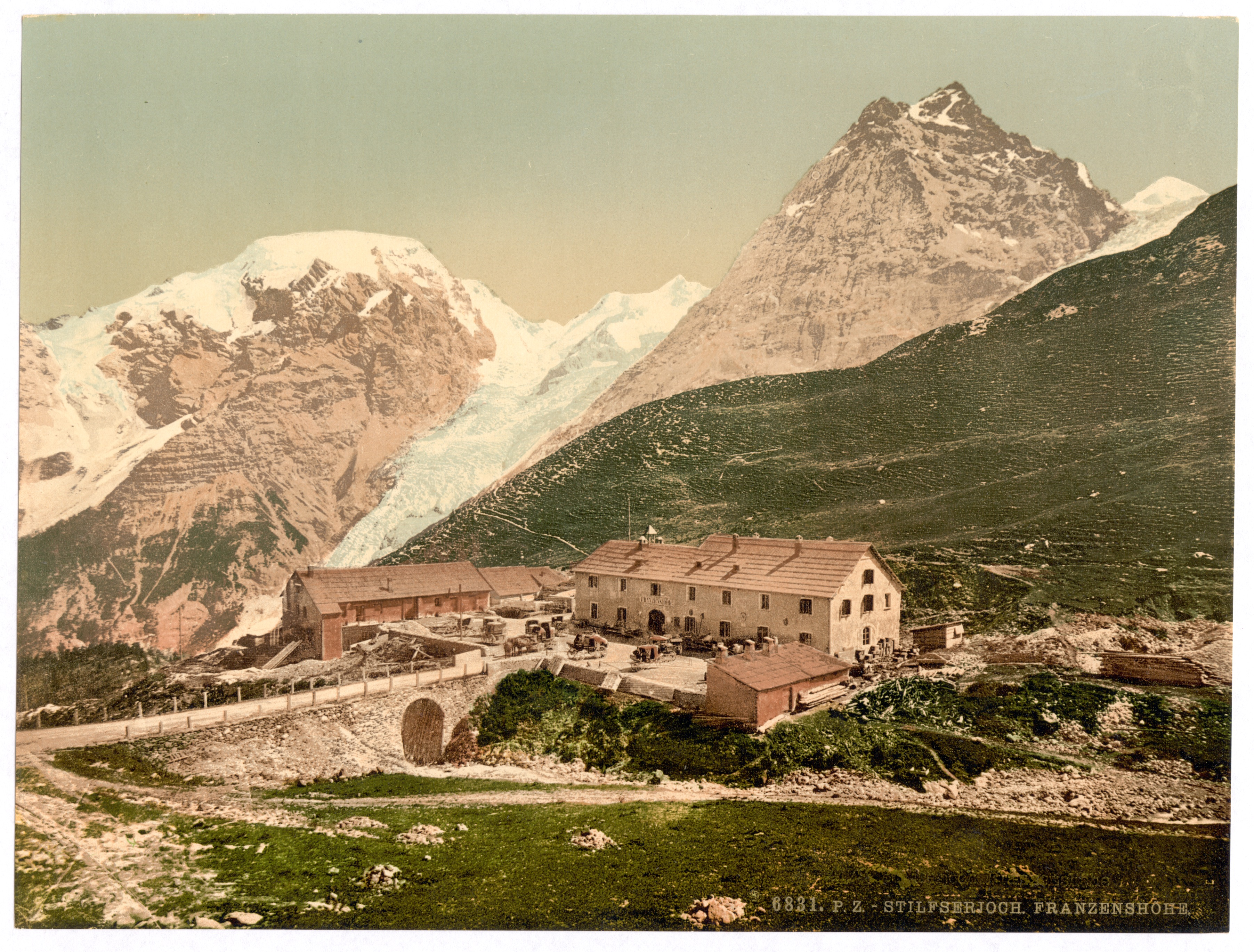
La Franzenshöhe entre 1890 et 1900.
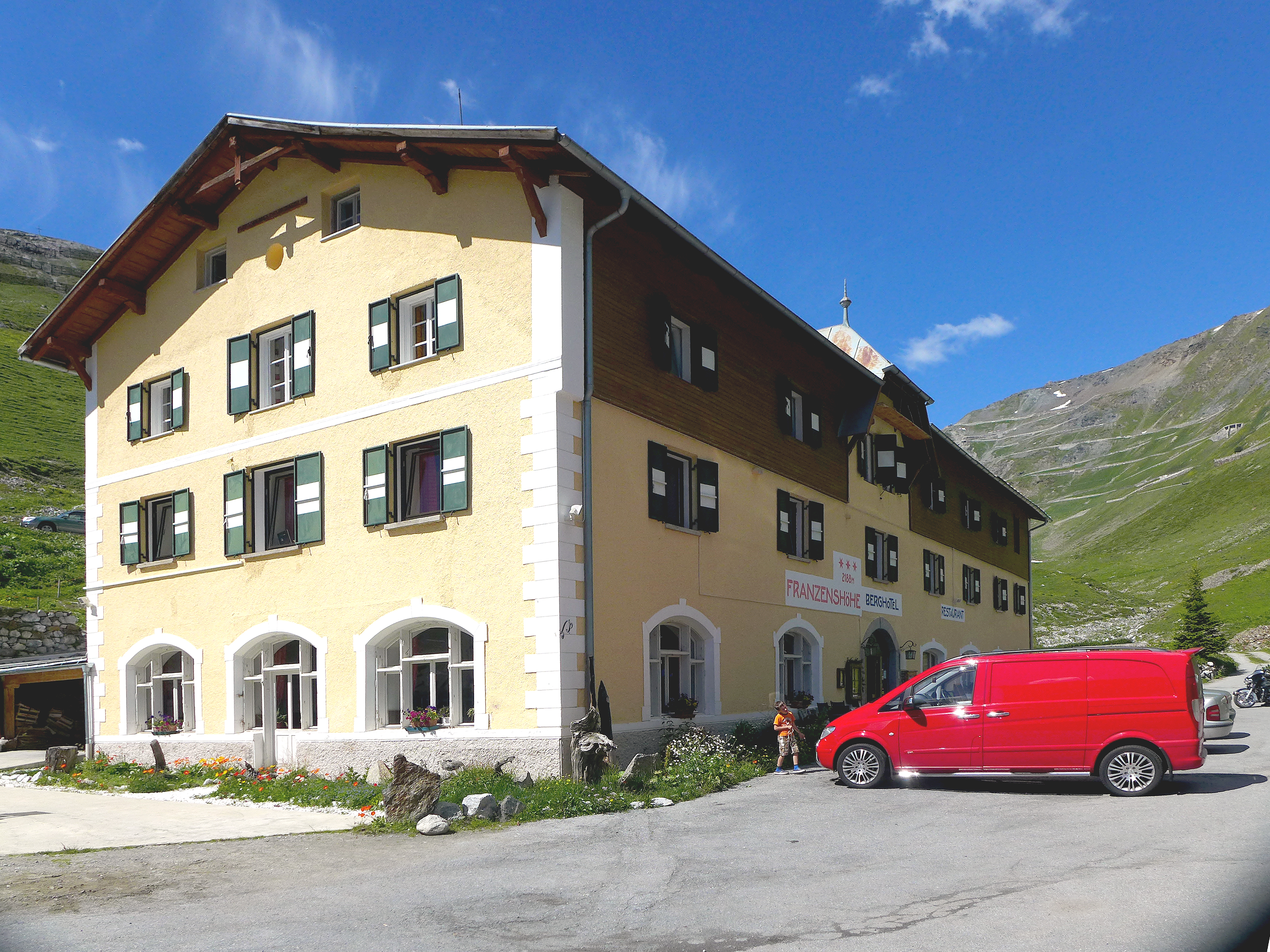
La Franzenshöhe entre 2014.

### Le col, frontière entre l'empire d'Autriche et le royaume d'Italie

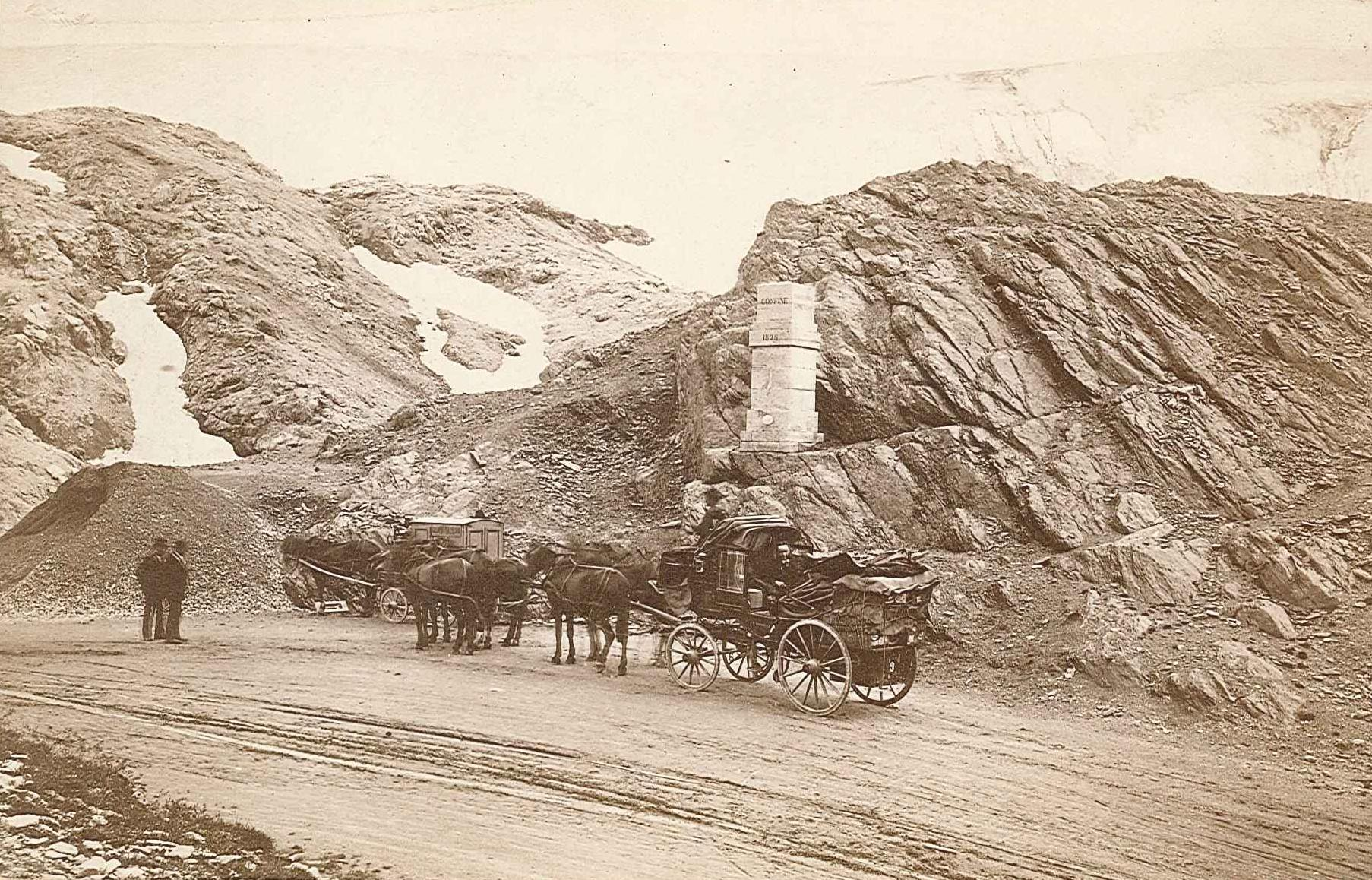
Photographie datant de 1881 d'une diligence passant au col.

Depuis 1897, la possibilité d'hébergement existe au col même avec la construction de l'hôtel Passo Stelvio (anciennement hôtel Ferdinandshöhe). Au IV Cantoniera, la route bifurque à travers le col de l'Umbrail (2 552 m) vers Santa Maria en Suisse. Ce tronçon de 13 km a été construit en 1900.

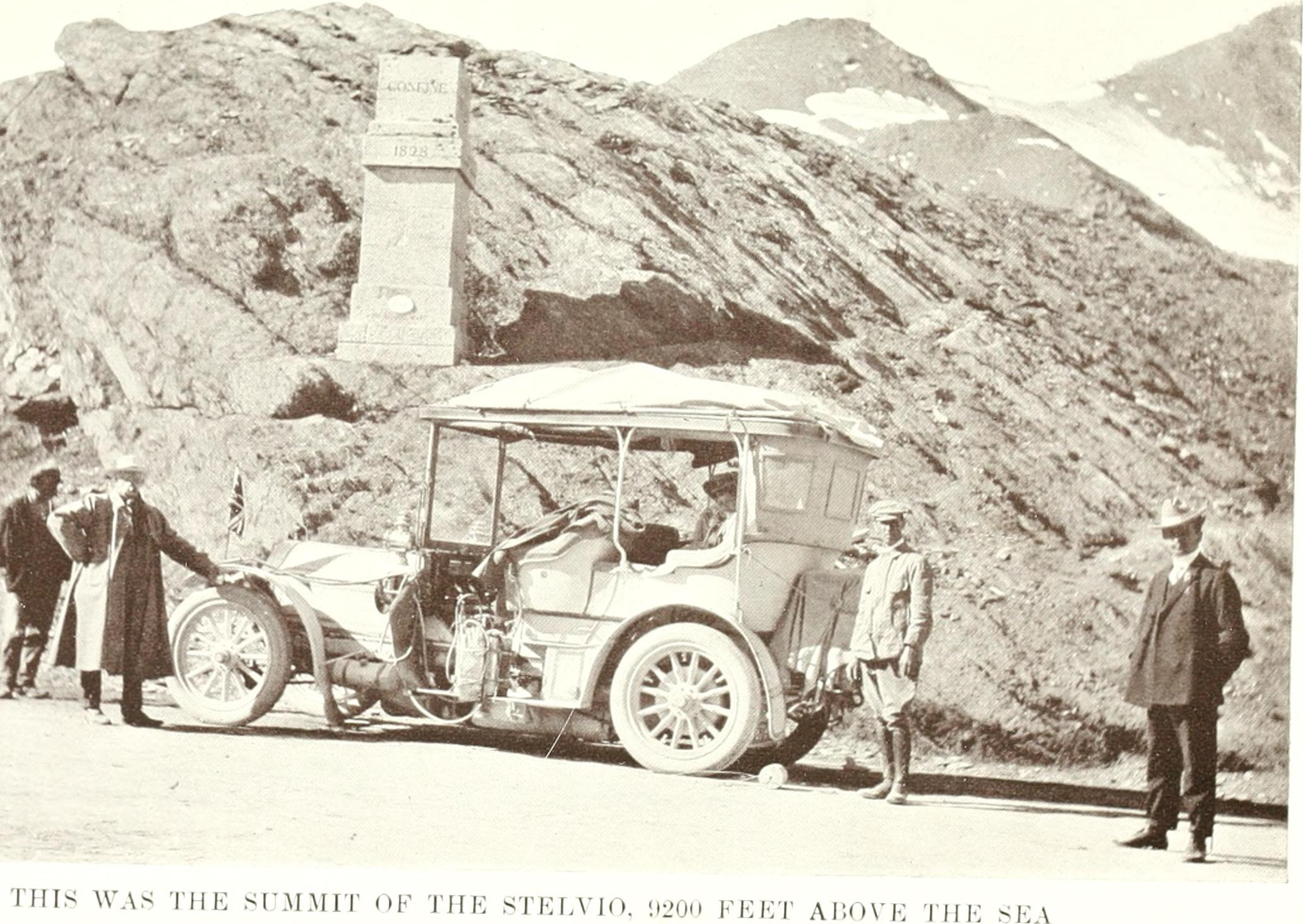
Une voiture au col en 1908.
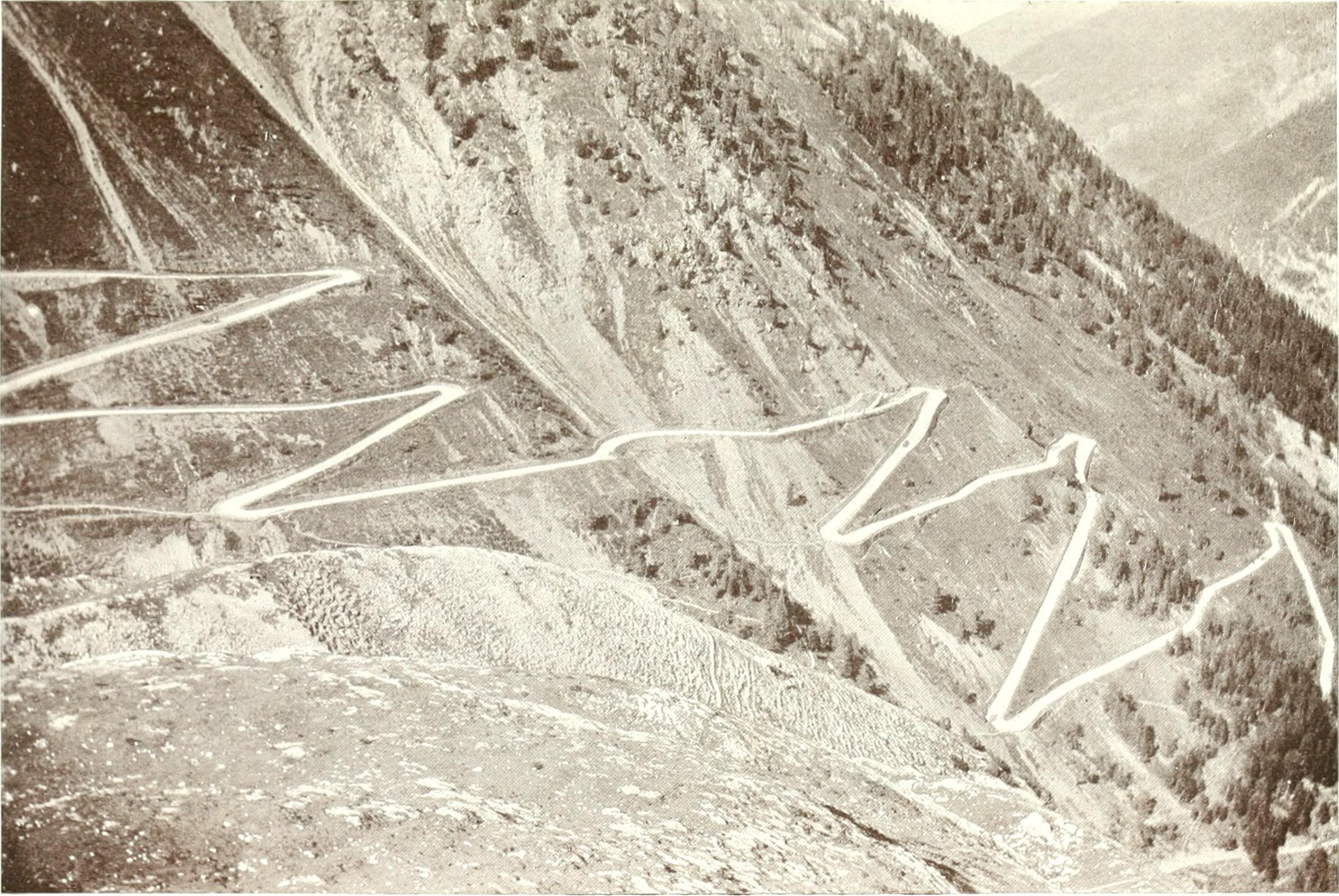
La piste qui mène au Wormser Joch, 1908.
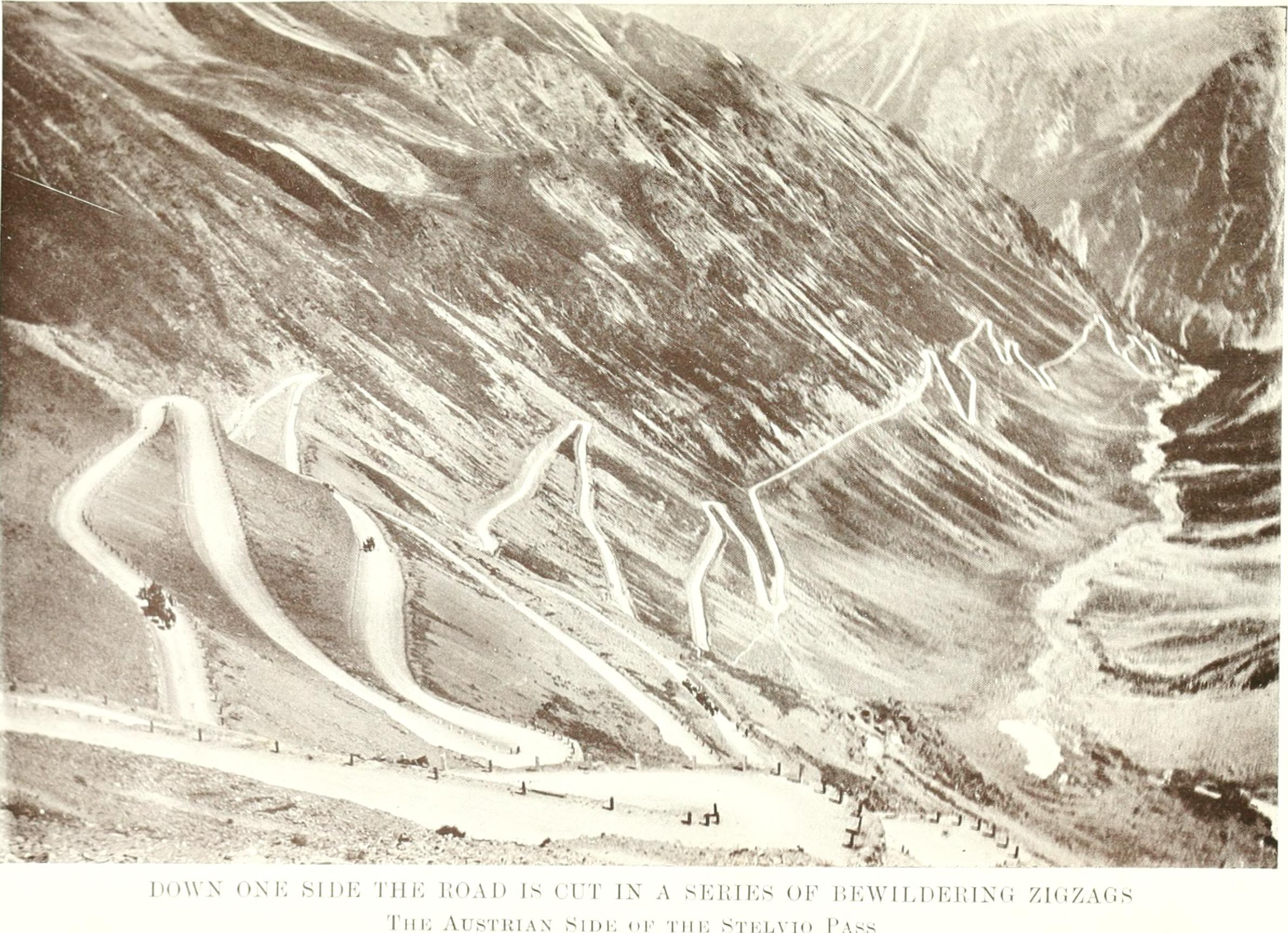
La piste qui mène au Wormser Joch, 1908.

En 1928, avec la construction de la SS 38 dello Stelvio, l'ensemble de l'itinéraire a été consolidé, agrandi et pavé, créant une route à deux voies. Au col il y a un musée sur le thème de la construction de routes. Le tracé de la route n'a guère changé depuis sa construction.
Après le traité de Saint-Germain-en-Laye en 1919, avec l'extension des frontières italiennes, le col perd son importance stratégique.
Pendant la Première Guerre mondiale, le col marque la frontière entre l'Empire austro-hongrois et le royaume d'Italie. La région est le théâtre d'affrontements amers entre l'infanterie autrichienne et italienne,. Cependant, le col a été relativement épargné par le conflit mondial : la seule grande action militaire a eu lieu en juin 1915, quelques semaines après le début de la guerre, lorsque les Autrichiens ont réussi à occuper le mont Scorluzzo, qui dominait le col (sud-ouest),.

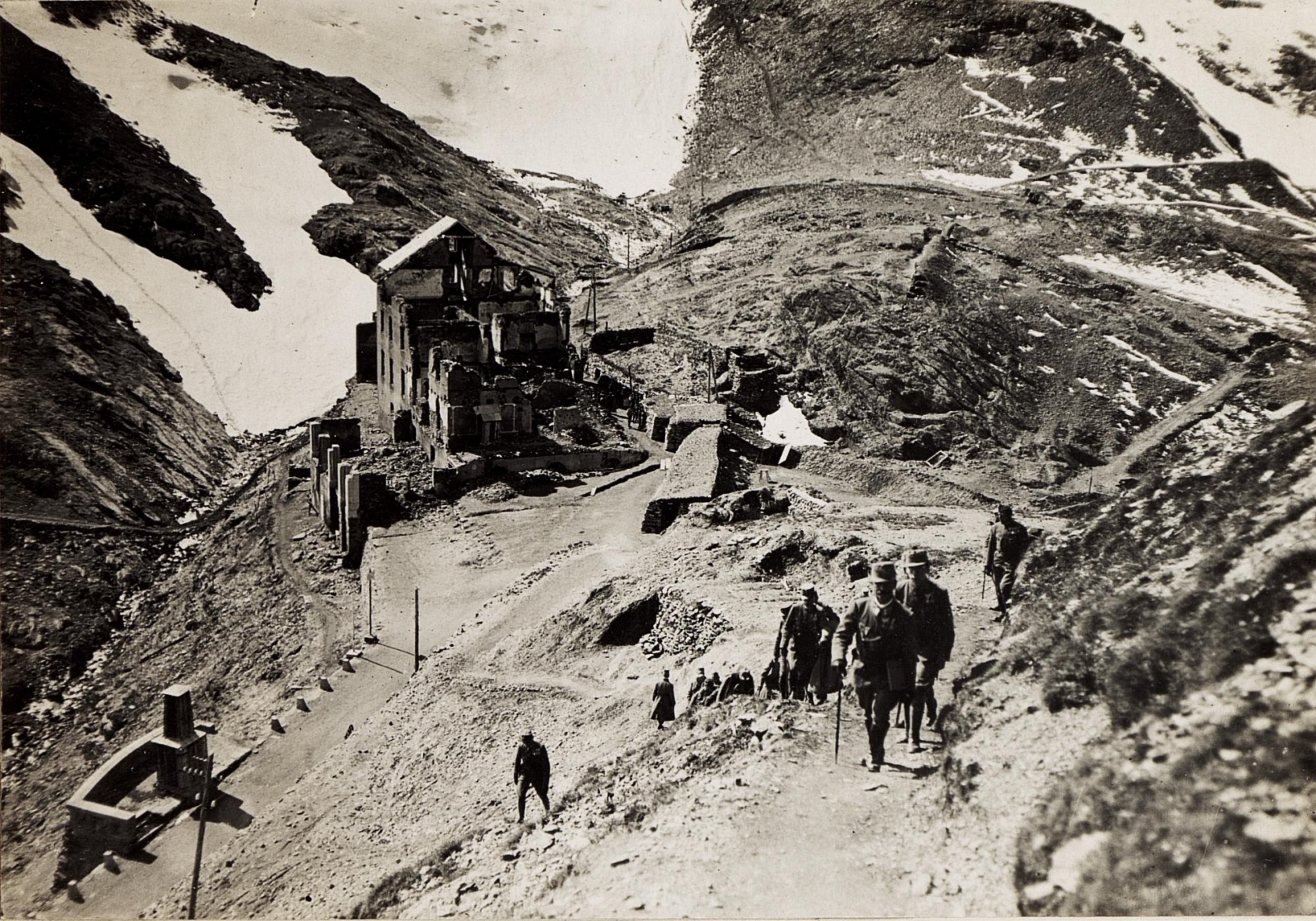
Première Guerre mondiale.
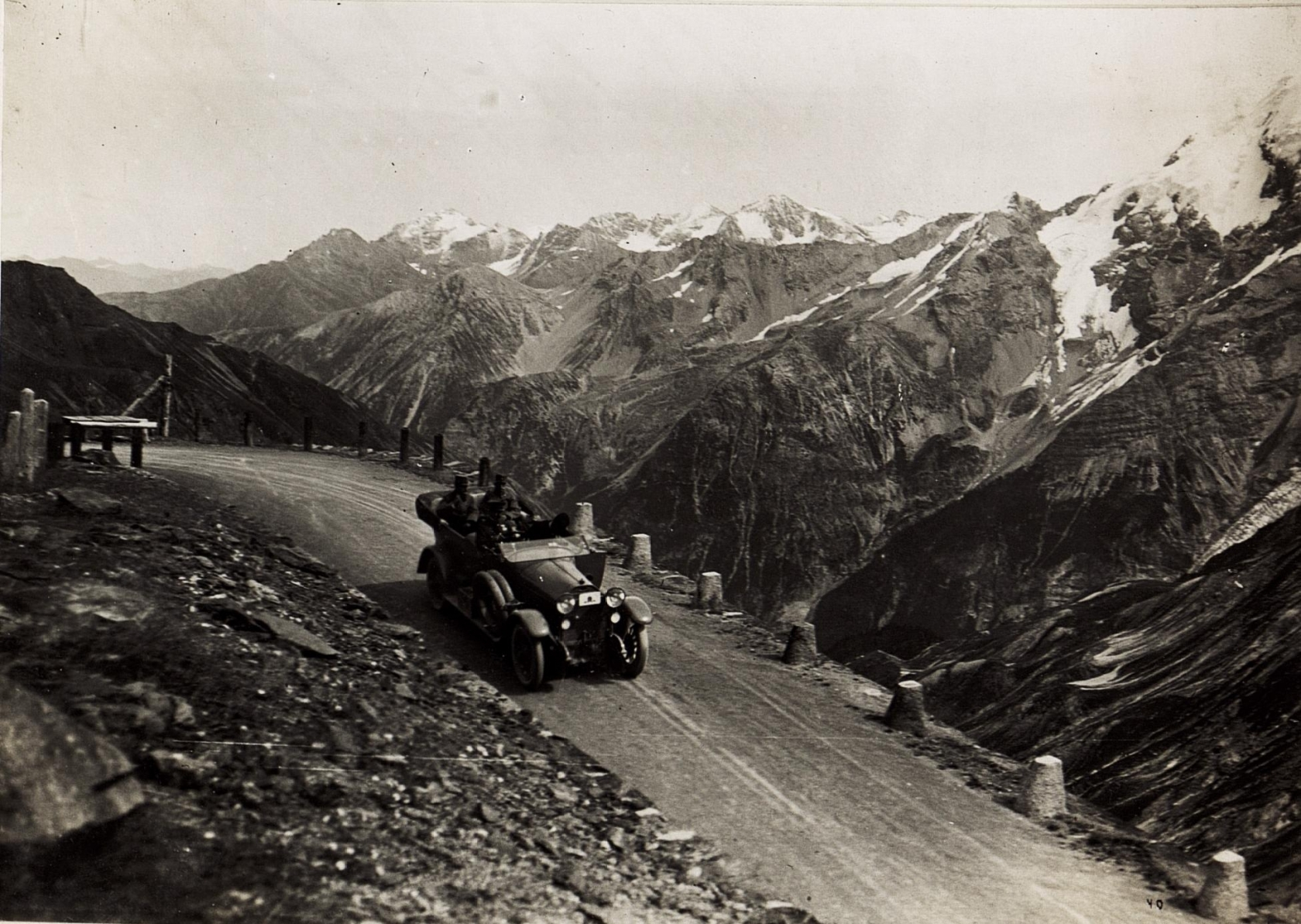
Première Guerre mondiale.
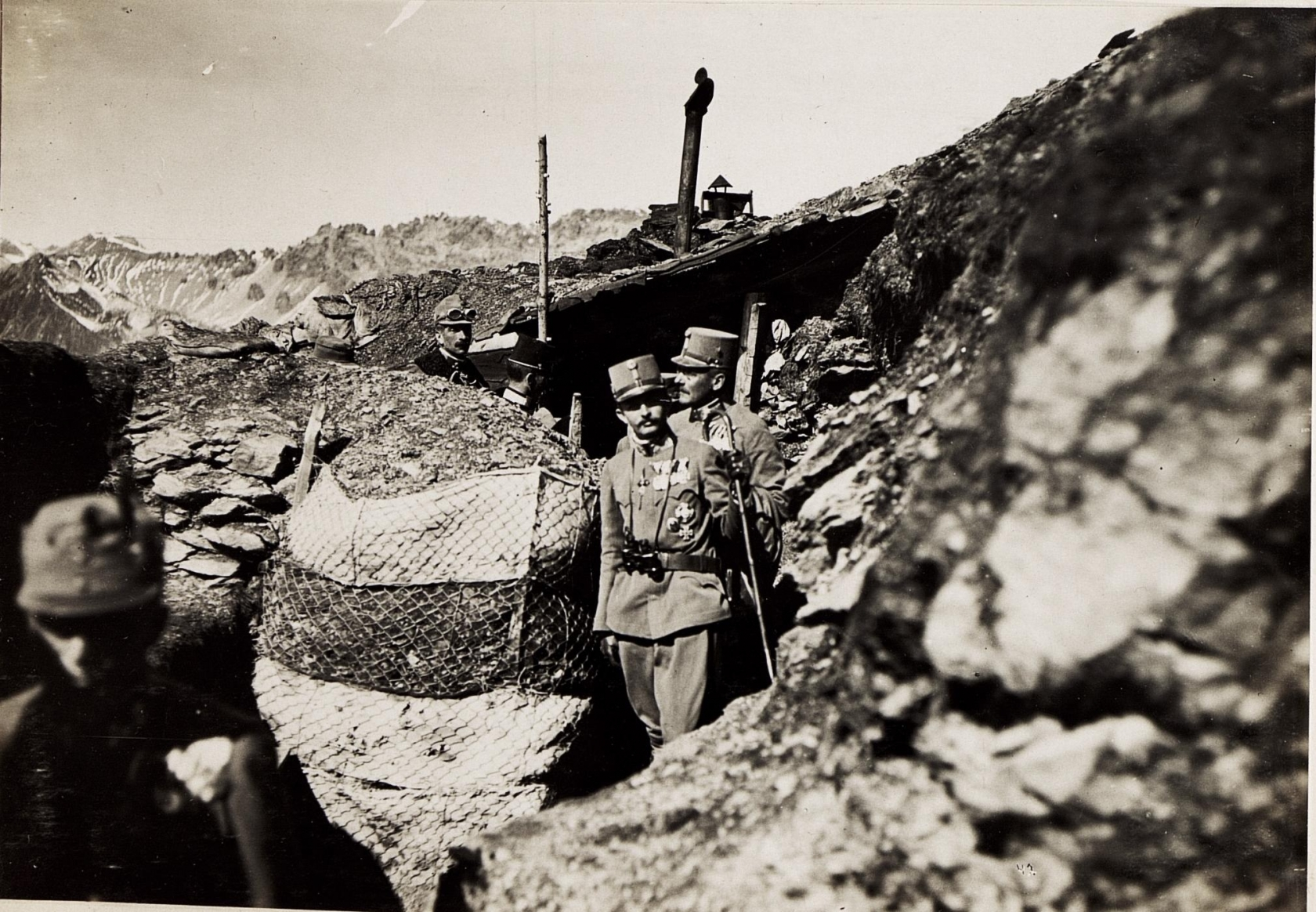
Première Guerre mondiale.
La Ferdinandshohe pendant la Grande Guerre.
La Ferdinandshohe pendant la Grande Guerre.
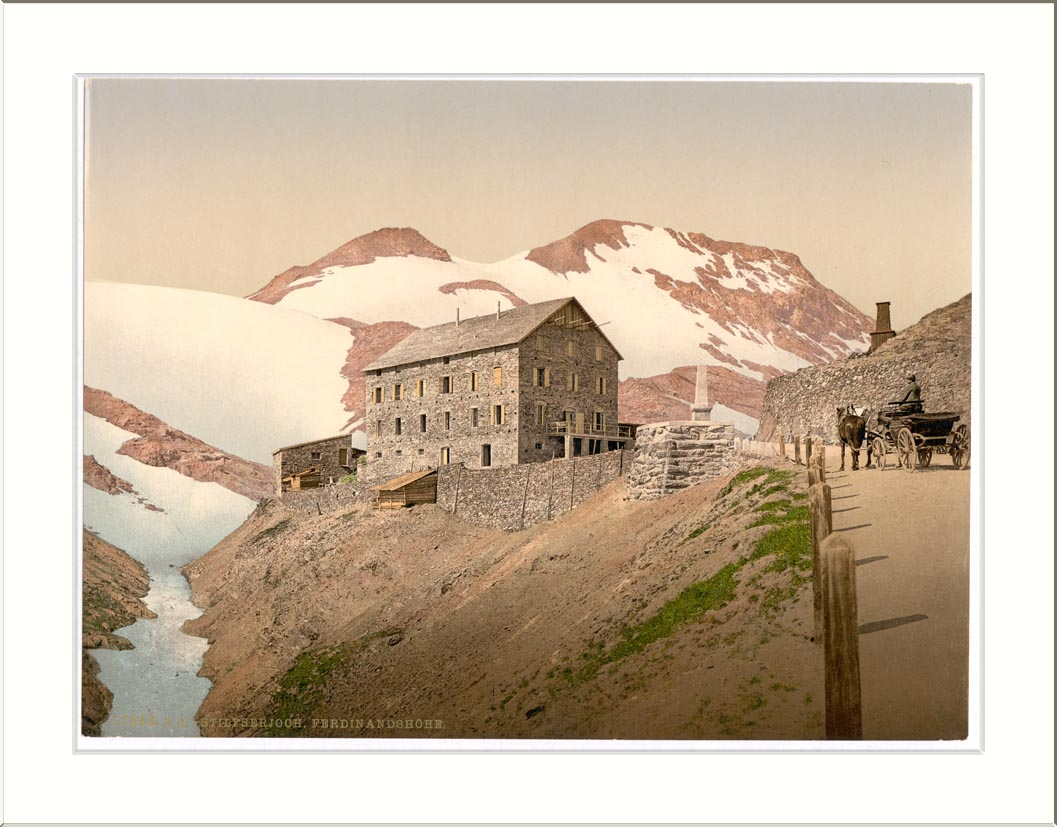
La Ferdinandshohe.
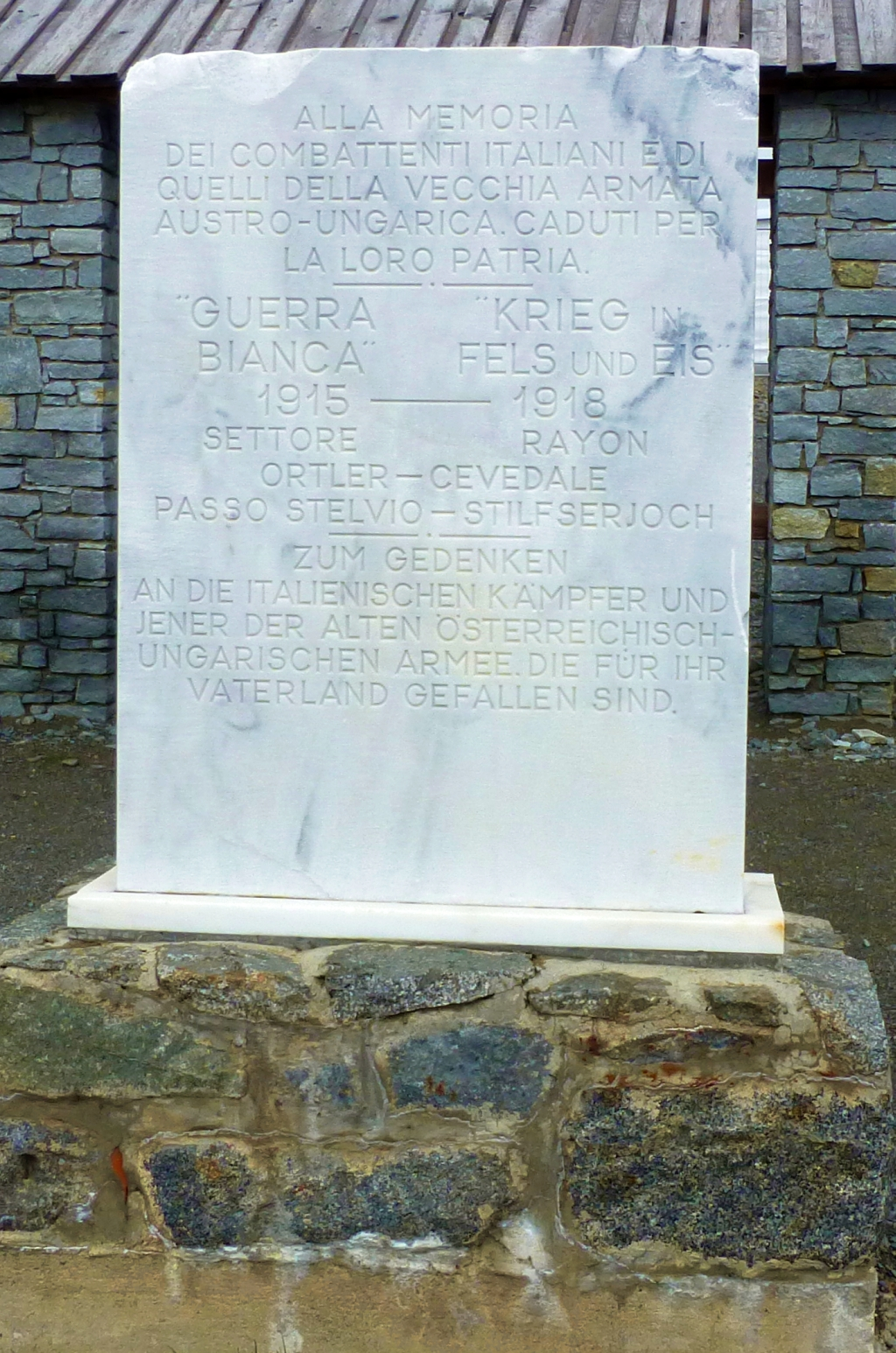
Plaque commémorative au col du Stelvio pour la Grande Guerre en 1915-1918 entre l'Italie et l'Autriche-Hongrie.

## Activités sportives

### Cyclisme

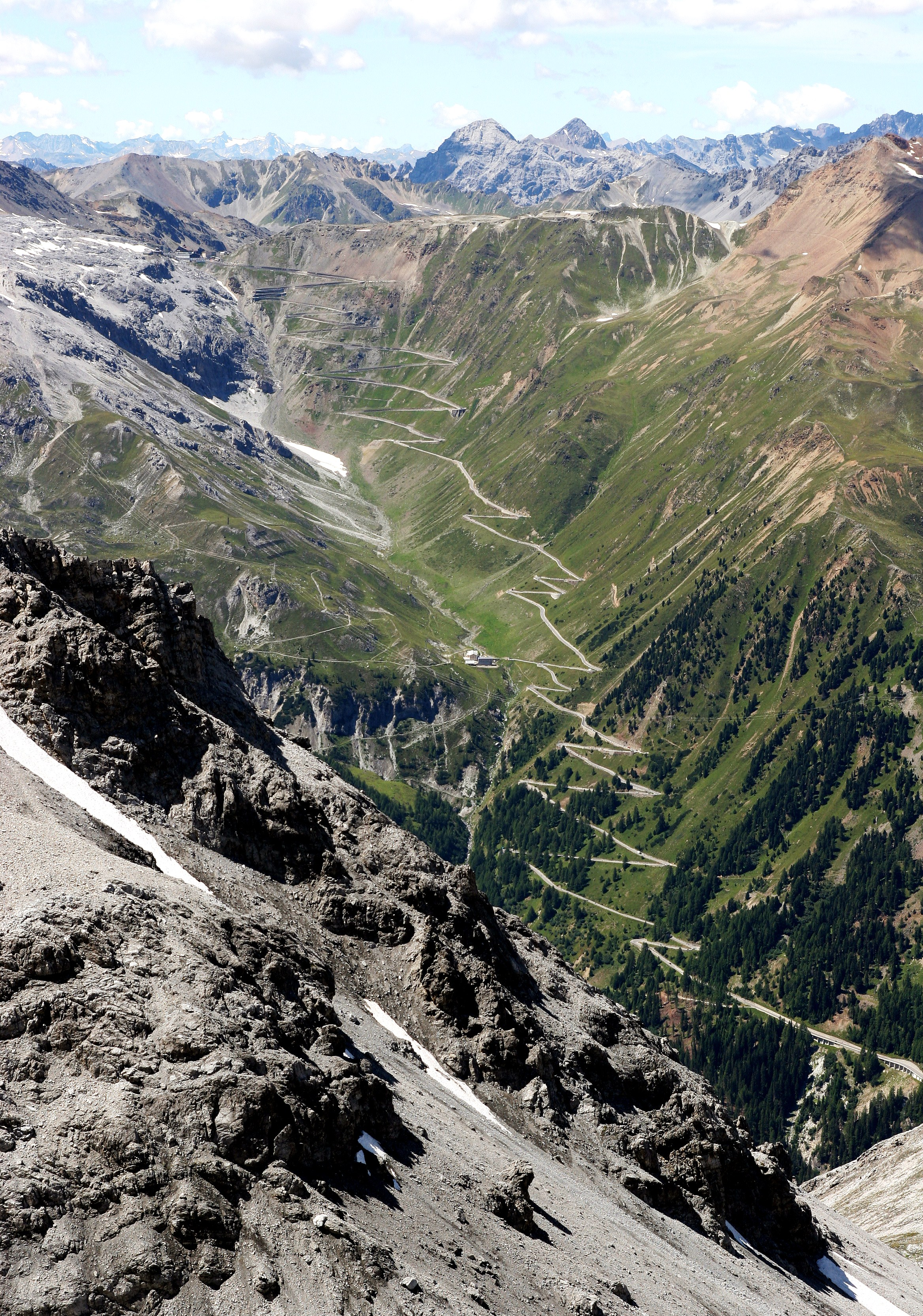
Le côté sud-tyrolien du col, avec la route sinueuse.

Théâtre des exploits de grands champions, le col du Stelvio est une ascension historique du cyclisme, gravi à plusieurs reprises par le Giro d'Italia. L'ascension peut être classée comme difficile, avec une altitude maximale très élevée, ayant pour conséquence la raréfaction de l'air qui complique encore la montée. Les pentes des trois versants sont très exigeantes.
Les nombreux virages en lacets de la route, dont 48 sont numérotés sur des pierres sur le versant nord, constituent une attraction pour les deux-roues. Il est généralement ouvert de juin à septembre, selon les conditions météorologiques. Chaque année vers la fin août, lors du Stelvio Bike Day, le col est fermé aux véhicules motorisés pendant une journée et il est escaladé par 8 000 cyclistes.
La montée la plus difficile est celle du Tyrol du Sud qui, à partir de Prato allo Stelvio (915 m), monte sur plus de 24 km avec des pentes qui augmentent progressivement jusqu'à 12 % sur le dernier kilomètre. La première partie de la montée (les 8 premiers kilomètres) est la moins raide avec des pentes autour de 5 %, puis passé le carrefour pour Sulden après un léger plat, commencent les 48 virages en épingle à cheveux avec des pentes moyennes autour de 8-9 %. La déclivité est ensuite relativement régulière jusqu'au col, hormis les derniers kilomètres plus raides que les précédents. La pente moyenne est de 7,4 %, le maximum de 14 % pour une différence d'altitude globale supérieure à 1 800 m.
Du côté lombard, la montée commence à Bormio (1 225 m). Longue d'environ 21,5 km et dotée de 40 virages en épingle à cheveux, la route monte régulièrement sur 15 km jusqu'à Pian di Grembo, un tronçon d'environ un kilomètre aux pentes plus modestes. Les 3 derniers kilomètres, les plus durs, se situent en moyenne à 8 %. La pente moyenne globale est de 7,1 %, le maximum de 12 % (entre les kilomètres 10 et 11) pour une proéminence topographique globale d'un peu plus de 1 500 m.

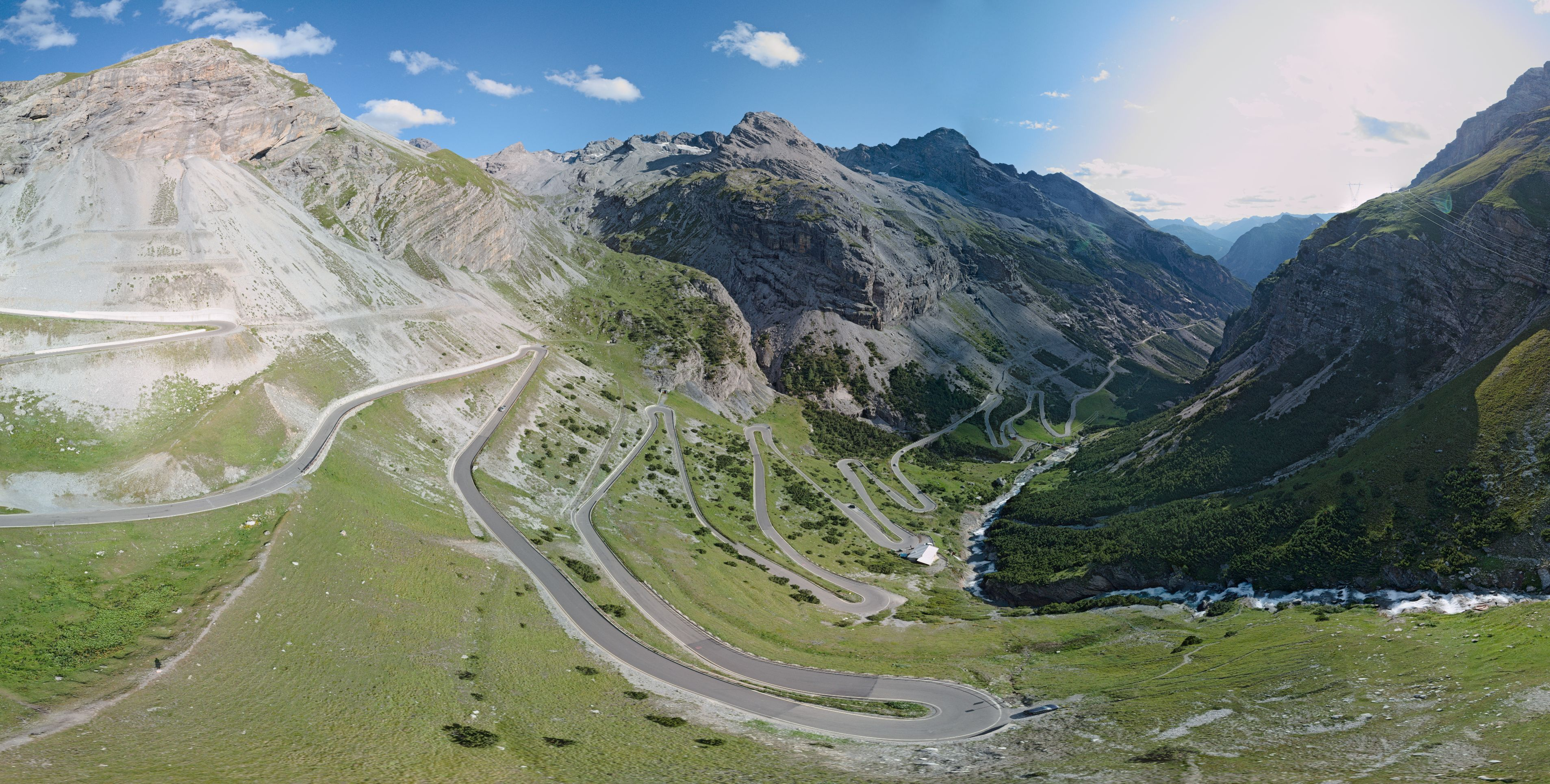
Les virages en épingle de la route du côté valtellinais.

Le troisième accès au col part de Santa Maria Val Monastero (1 375 m), dans la commune suisse de Val Müstair, et s'étend en grande partie sur le territoire suisse, puis rejoint le col de l'Umbrail (2 503 m) à environ 3 km du col du Stelvio. L'étroite route qui mène au col italo-suisse fait environ 13 km, avec des pentes atteignant 12 % et une différence d'altitude qui dépasse 1 100 m, auxquels s'ajoutent les 250 derniers mètres sur le territoire italien pour un total de près de 1 400 m. Les 2,5 derniers kilomètres sont asphaltés depuis 2015.
Deux courses cyclistes sont organisées chaque année pour les amateurs sur les routes du col du Stelvio :
- début juillet, l'US Bormiese organise une compétition du côté de la Valteline à partir de Bormio ;
- à la mi-juillet, l'ARSV Vinschgau organise une compétition du côté du Tyrol du Sud à partir de Prato allo Stelvio[26].

#### Tour d'Italie

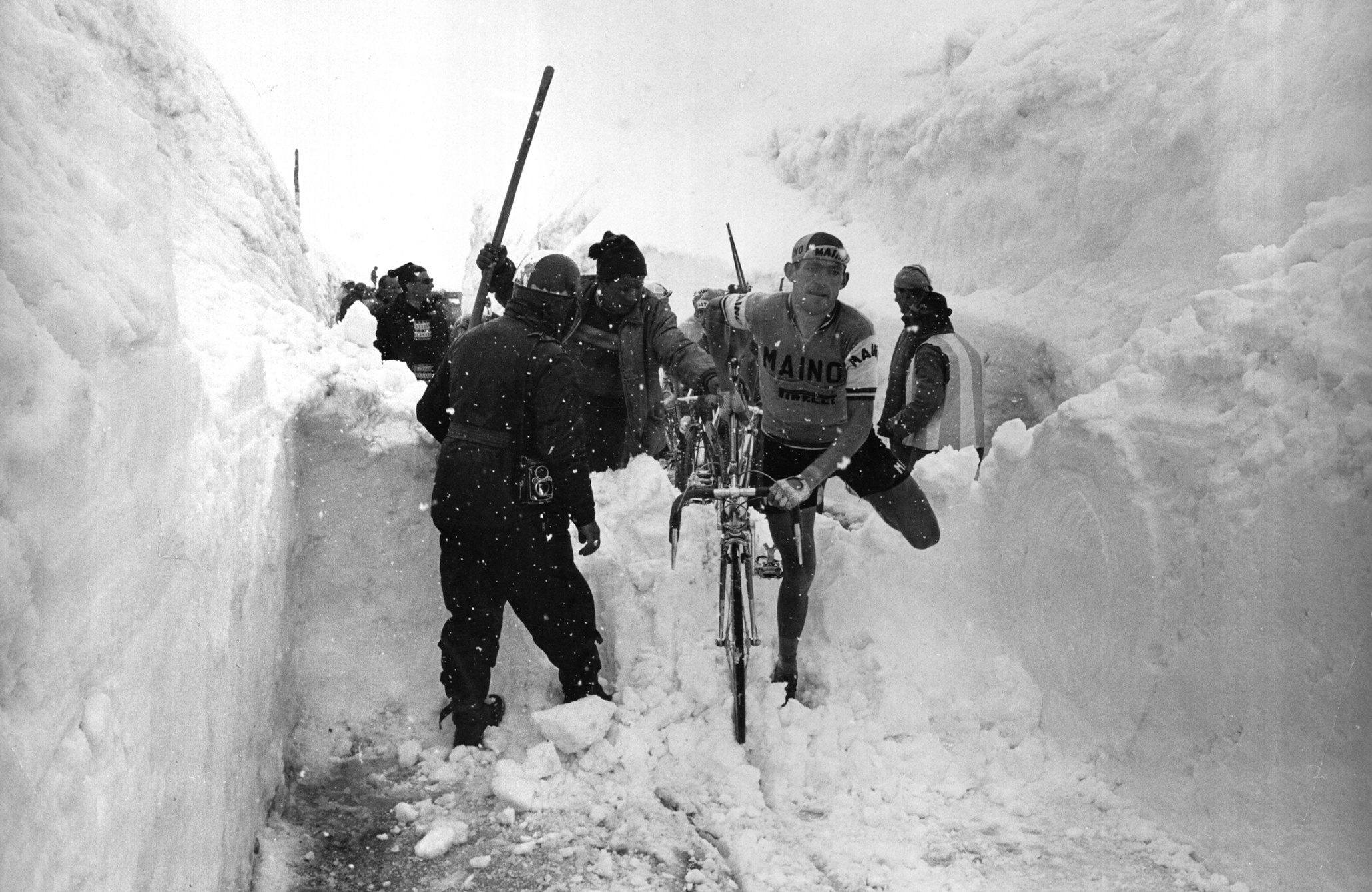
Aldo Moser passe à travers les murs de neige du Stelvio lors du Giro d'Italia 1965.

La course au maillot rose a affronté le col du Stelvio 12 fois, 7 du côté du Tyrol du Sud et 5 de la Valteline, et à 4 reprises l'arrivée de l'étape a été placée au col. Depuis 1965, le Stelvio a été Cima Coppi dans chaque édition où le Giro l'a traversé, étant le point culminant atteint par la course. L'inclusion du col dans le tracé du Giro présente toujours des risques logistiques : fin mai ou début juin, les conditions météorologiques dans les Alpes ne sont pas encore complètement stabilisées et des chutes de neige sont encore possibles, avec le risque conséquent de détourner ou d'annuler l'étape.
Le col est entré dans le monde du cyclisme en 1953, lorsqu'il a été inclus pour la première fois au Giro d'Italia. À cette occasion, le Stelvio a été le théâtre d'un des derniers grands exploits de Fausto Coppi : dans l'avant-dernière étape, de Bolzano à Bormio, le champion de trente-quatre ans a détaché le leader du classement, le Suisse Hugo Koblet, a conquis le maillot rose et a remporté son cinquième et dernier Giro, un record co-détenu avec Eddy Merckx et Alfredo Binda.
1975 a vu un duel passionnant entre Fausto Bertoglio, leader du classement, et l'espagnol Francisco Galdós qui le suivait à seulement 40 secondes. L'arrivée de l'étape, dernière de l'édition, se trouvait au col. Galdós a essayé à de nombreuses reprises de distancer Bertoglio, mais a dû se contenter de la victoire d'étape : les vidéos montrent la scène inhabituelle du vainqueur franchissant la ligne d'arrivée la tête baissée, tandis que le second derrière lui exulte et célèbre les bras levés.

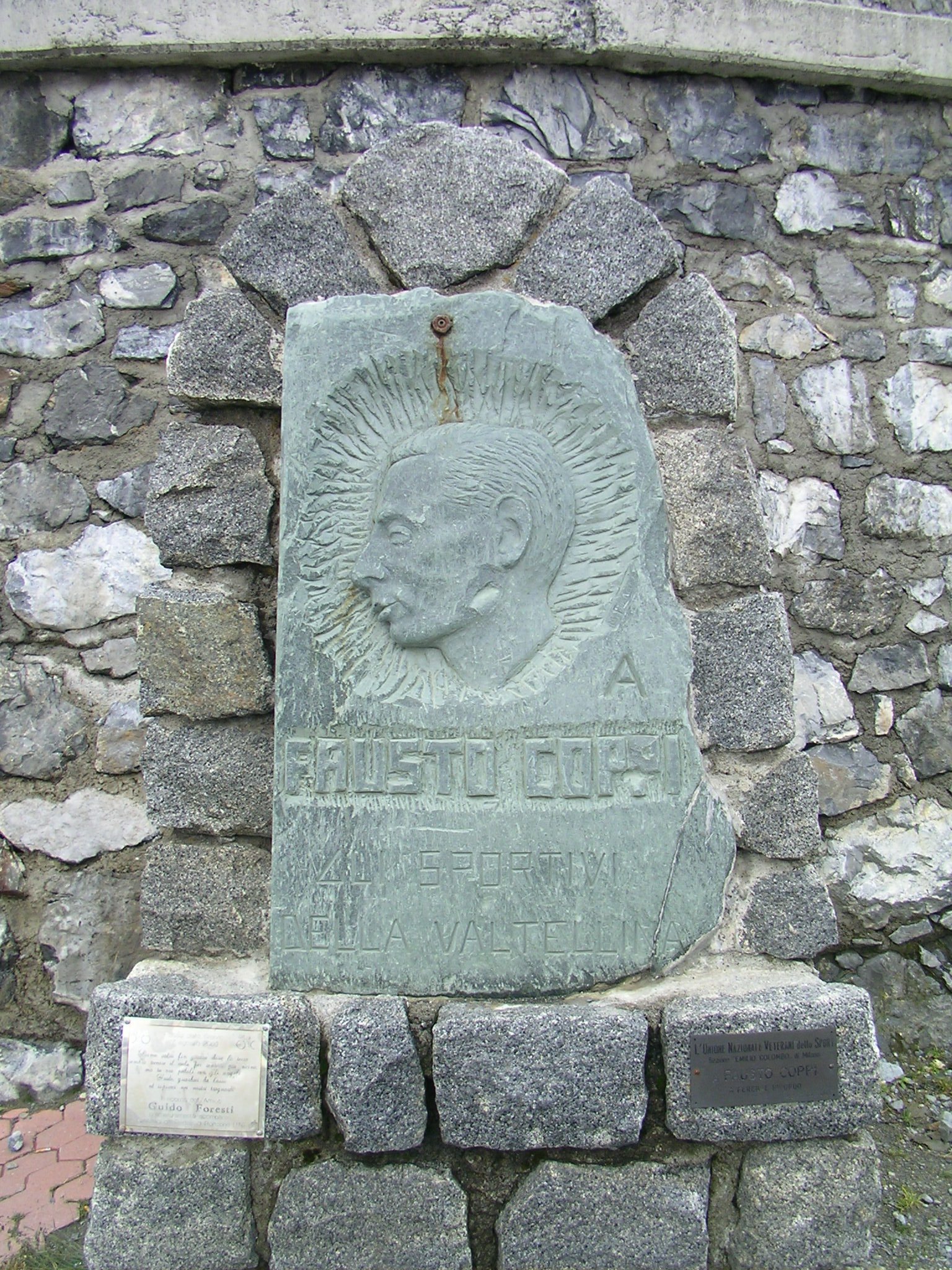
Stèle en l'honneur de Fausto Coppi, située au col.

Dans le Giro d'Italia 2012, le col, gravi du côté lombard, était à nouveau une arrivée d'étape et a vu la victoire finale du grimpeur belge Thomas De Gendt.
L'ascension du col était prévu, avec une montée abordée depuis Bormio, lors de la 19e étape du Giro d'Italia 2013 (Ponte di Legno au val Martello) avec le col du Gavia, mais en raison de conditions météorologiques défavorables, les deux passages ont été repoussés temporellement puis définitivement annulés. La même section a été proposée à nouveau pour le Giro d'Italia 2014 bien que dans des conditions climatiques difficiles (neige pendant le passage au sommet), et a vu Dario Cataldo passer le col en tête.
Dans le Giro d'Italia 2017, le Stelvio est à nouveau abordé du côté valtellinien, Mikel Landa le franchissant en premier.
Voici les éditions du Giro qui ont fait face au col du Stelvio, avec les coureurs qui l'ont franchi en tête :
| Année | Étape | Itinéraire                    | Distance (km) | Premier au col       | Ascension depuis   |
| ----- | ----- | ----------------------------- | ------------- | -------------------- | ------------------ |
| 1953  | 20e   | Bolzano > Bormio              | 125           | Fausto Coppi         | Prato allo Stelvio |
| 1956  | 20e   | Sondrio > Merano              | 163           | Aurelio Del Rio      | Bormio             |
| 1961  | 20e   | Trente > Bormio               | 275           | Charly Gaul          | Prato allo Stelvio |
| 1965  | 20e   | Madesimo > col du Stelvio     | 160           | Graziano Battistini  | Bormio             |
| 1972  | 17e   | Livigno > col du Stelvio      | 88            | Josè Manuel Fuente   | Prato allo Stelvio |
| 1975  | 21e   | Alleghe > col du Stelvio      | 186           | Francisco Galdos     | Prato allo Stelvio |
| 1980  | 20e   | Cles > Sondrio                | 221           | Jean-René Bernaudeau | Prato allo Stelvio |
| 1994  | 15e   | Mérano > Aprica               | 188           | Franco Vona          | Prato allo Stelvio |
| 2005  | 14e   | Egna > Livigno                | 210           | José Rujano          | Prato allo Stelvio |
| 2012  | 20e   | Caldes > col du Stelvio       | 219           | Thomas De Gendt      | Bormio             |
| 2014  | 16e   | Ponte di Legno > Val Martello | 139           | Dario Cataldo        | Bormio             |
| 2017  | 16e   | Rovetta > Bormio              | 222           | Mikel Landa          | Bormio             |
| 2020  | 18e   | Pinzolo > lacs de Cancano     | 209           | Rohan Dennis         | Prato allo Stelvio |

### Ski

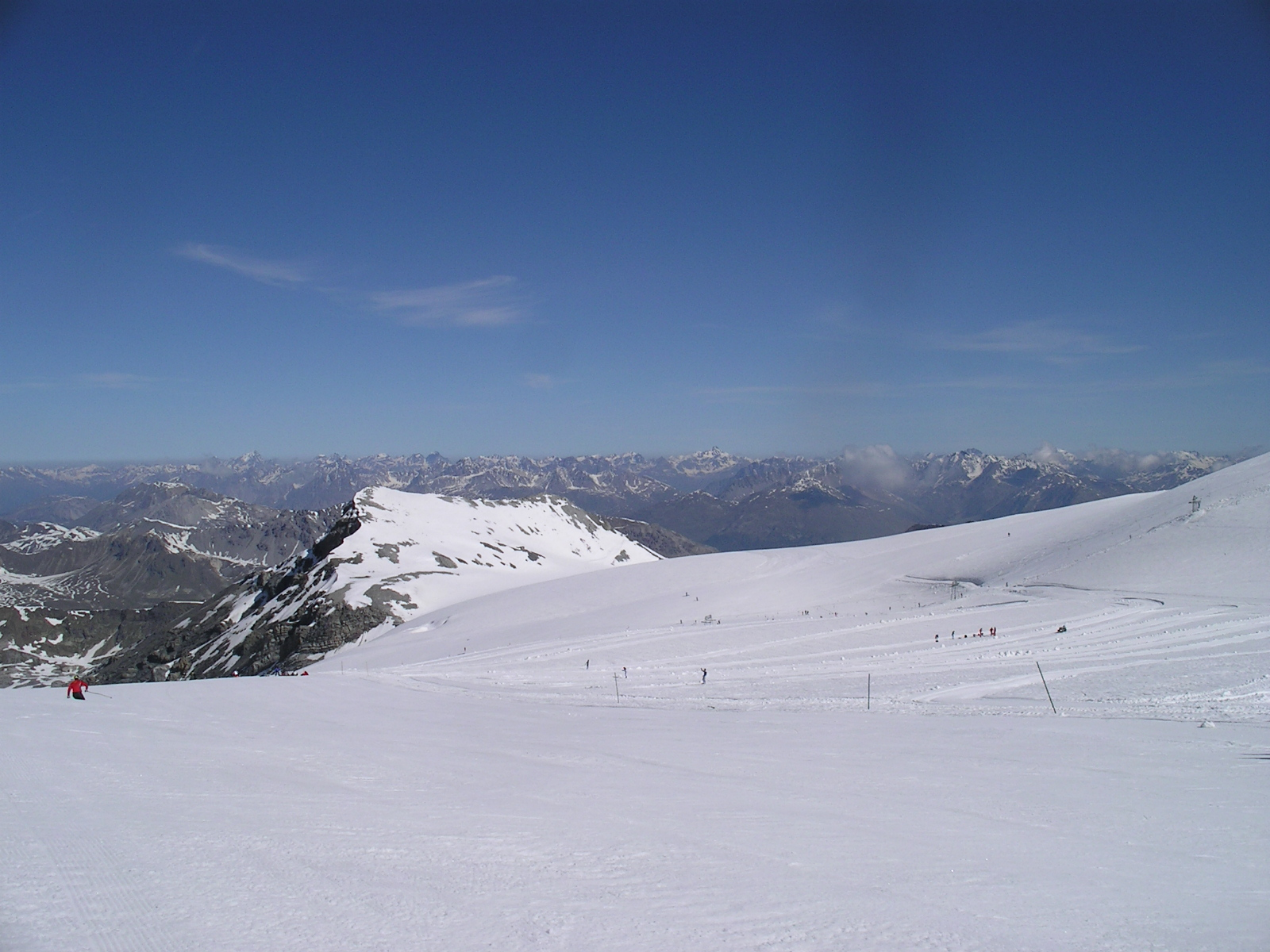
La piste Cristallo.

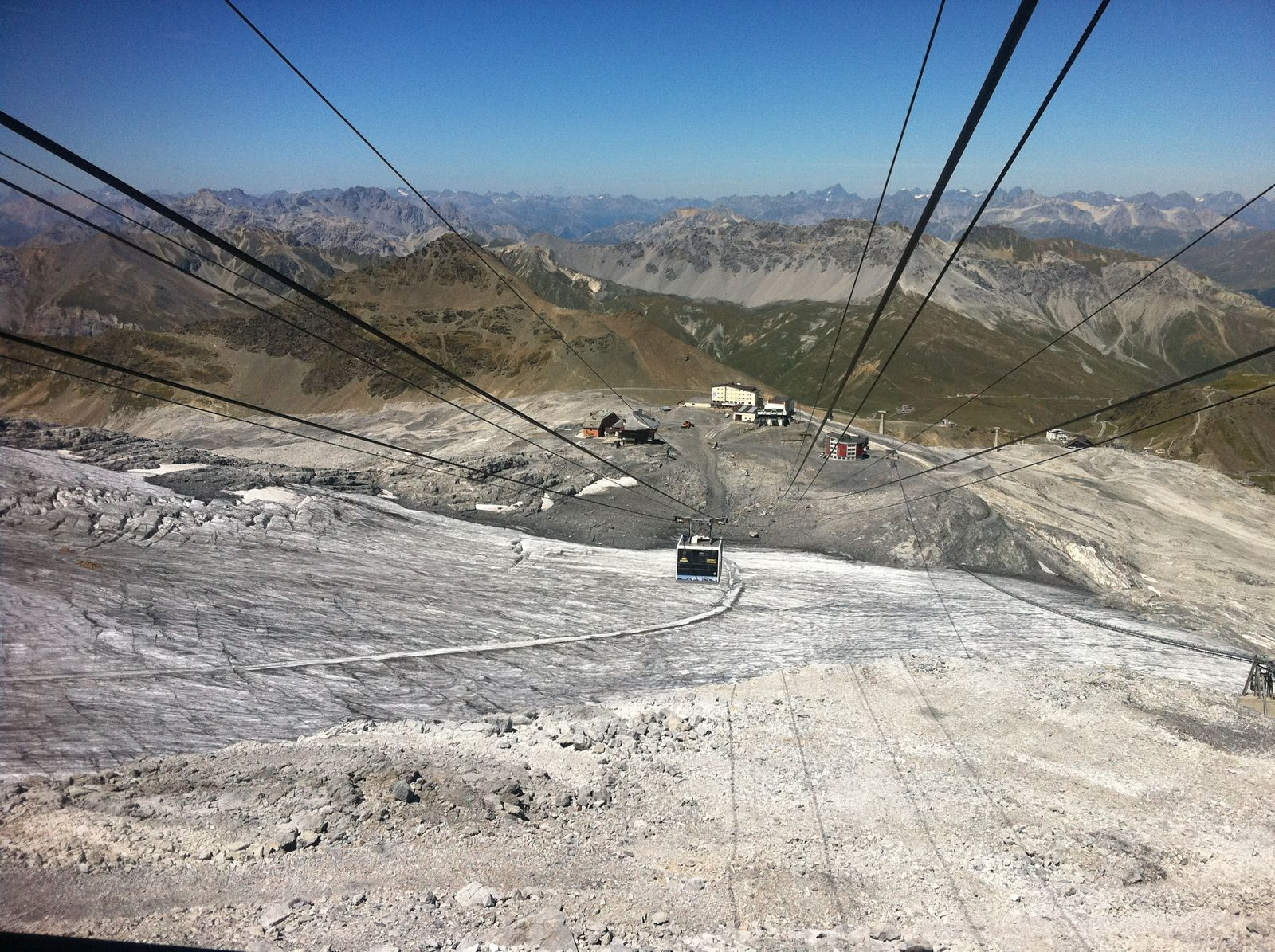
Le téléphérique Funifor.

Au sud du col du Stelvio se trouve le glacier du Livrio, qui s'étend d'une altitude d'environ 2 800 m à environ 3 400 m, sur lequel il existe plusieurs pistes où est pratiqué le ski d'été pendant les mois d'ouverture du col. Il est souvent choisi comme lieu d'entraînement estival par plusieurs équipes de ski alpin. C'est le dernier glacier important entièrement italien qui est skiable même en été, malgré le fait que ces dernières années les fermetures sont devenues de plus en plus fréquentes, en raison de l'absence de neige et de la présence de crevasses.
Les pistes sont accessibles depuis le parking du col avec un premier téléphérique, qui mène au monte Trincerone (environ 3 000 m), et d'ici avec un autre téléphérique de type Funifor (deux câbles de suspension à une distance supérieure à la largeur de la cabine, deux câbles de traction) construit en 2000 qui atteint le refuge du Livrio. Sur le glacier, il est possible d'emprunter 4 remontées mécaniques qui desservent les pistes de Geister 1, Geister 2, Payer et Cristallo. Il y a trois pistes pour les skieurs de fond.
Au pied du col, la station de Bormio accueille fréquemment des épreuves de la Coupe du monde de ski alpin. La piste du Stelvio est parmi les pistes les plus exigeantes du circuit masculin en descente.

#### Histoire
L'idée d'exploiter le glacier du Livrio pour le ski d'été provient du CAI de Bergame, au début des années 1930, qui a construit le refuge du Livrio à côté du glacier à une altitude de 3 174 m et y a promulgué les premiers cours de ski d'été et d'escalade de glace.
Après la Seconde Guerre mondiale, le Stelvio jouit d'une popularité considérable et croissante grâce à l'idée de Giuseppe Pirovano et de son épouse Giuliana Boerchio, qui, au début des années 1950, décident d'ouvrir une école de ski d'été sur le glacier, en utilisant d'abord la cabane Nagler, puis en construisant deux cabanes plus modernes au bord du glacier et une près du col,.
Depuis la première expérience de Giuseppe Pirovano, la situation a beaucoup changé, avec l'ouverture de nombreux hôtels et écoles de ski. La plus renommée reste l'Université du ski, fondée par Pirovano et dont elle porte toujours le nom bien qu'elle appartienne désormais à la Banca Popolare di Sondrio, qui a également installé le guichet automatique la plus haut d'Europe au col.
En 1992, la station a également accueilli quelques étapes de la Coupe du monde de kilomètre lancé,, réalisée sur une piste marquée pour l'occasion sur les pentes du mont Scorluzzo.

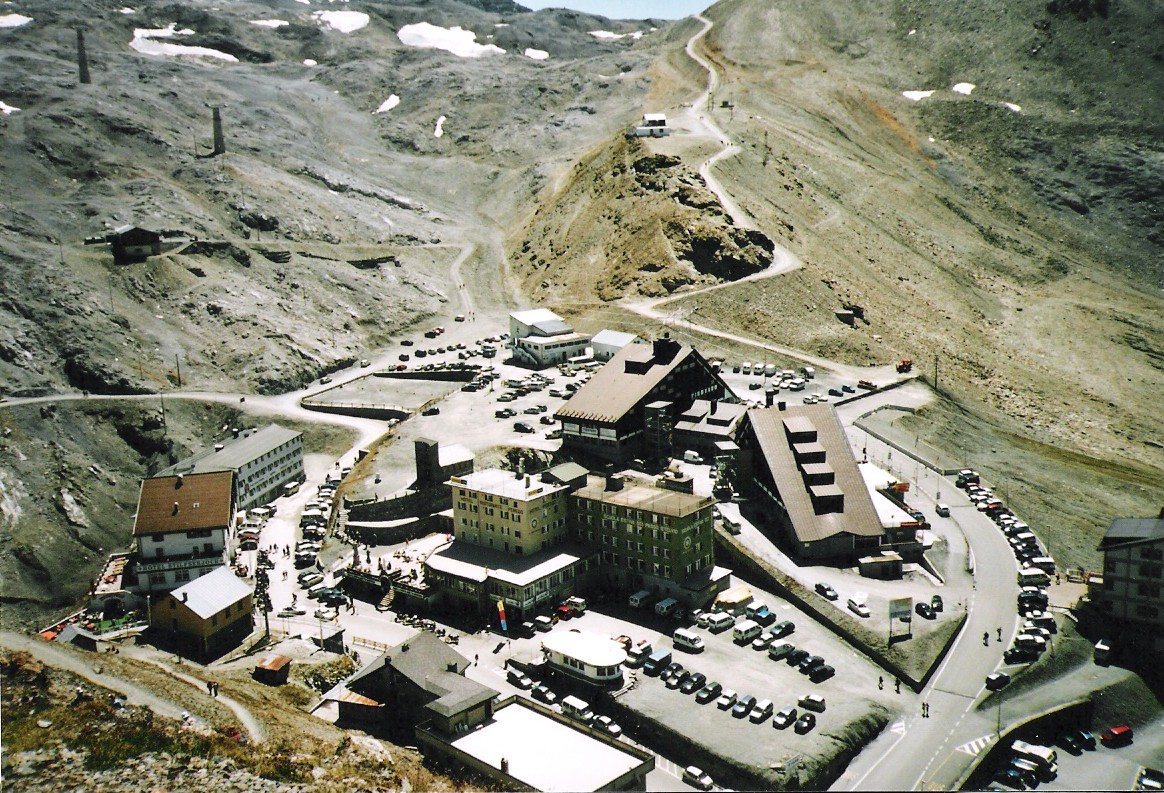
Le départ du téléphérique, juste au-dessus du col.
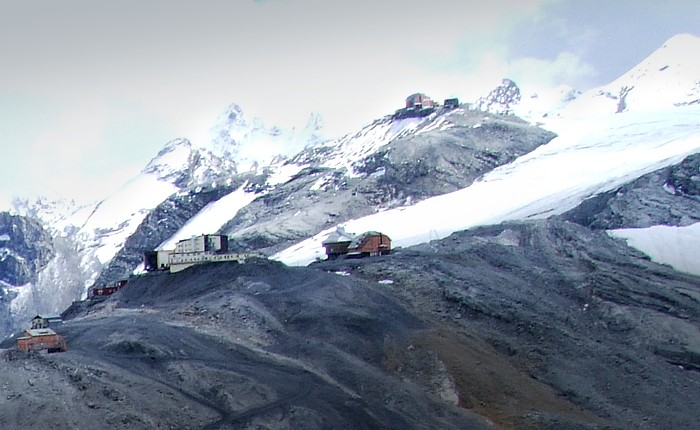
Le glacier du Livrio avec le refuge homonyme et les remontées mécaniques.
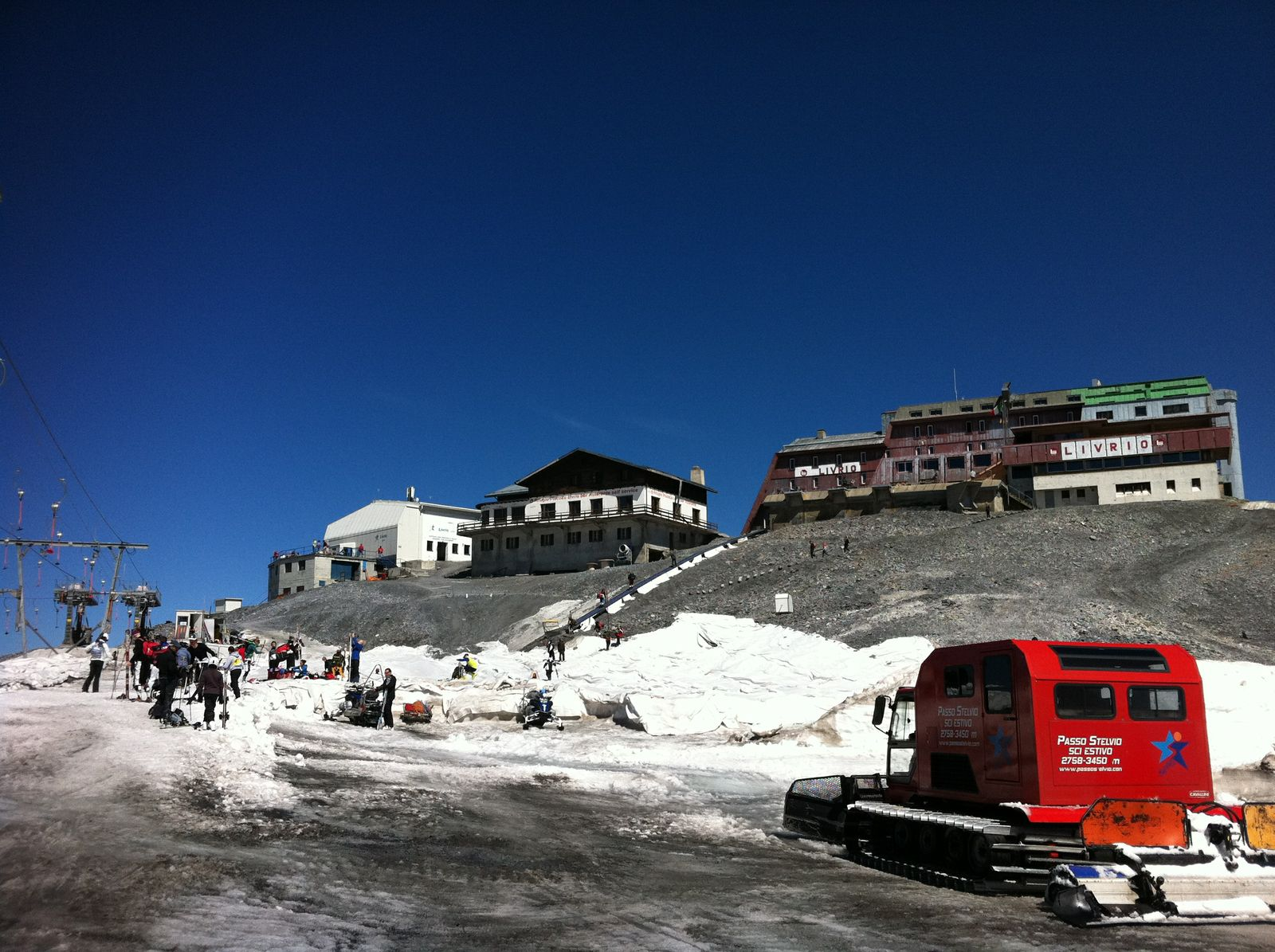
La bas du glacier du Livrio.
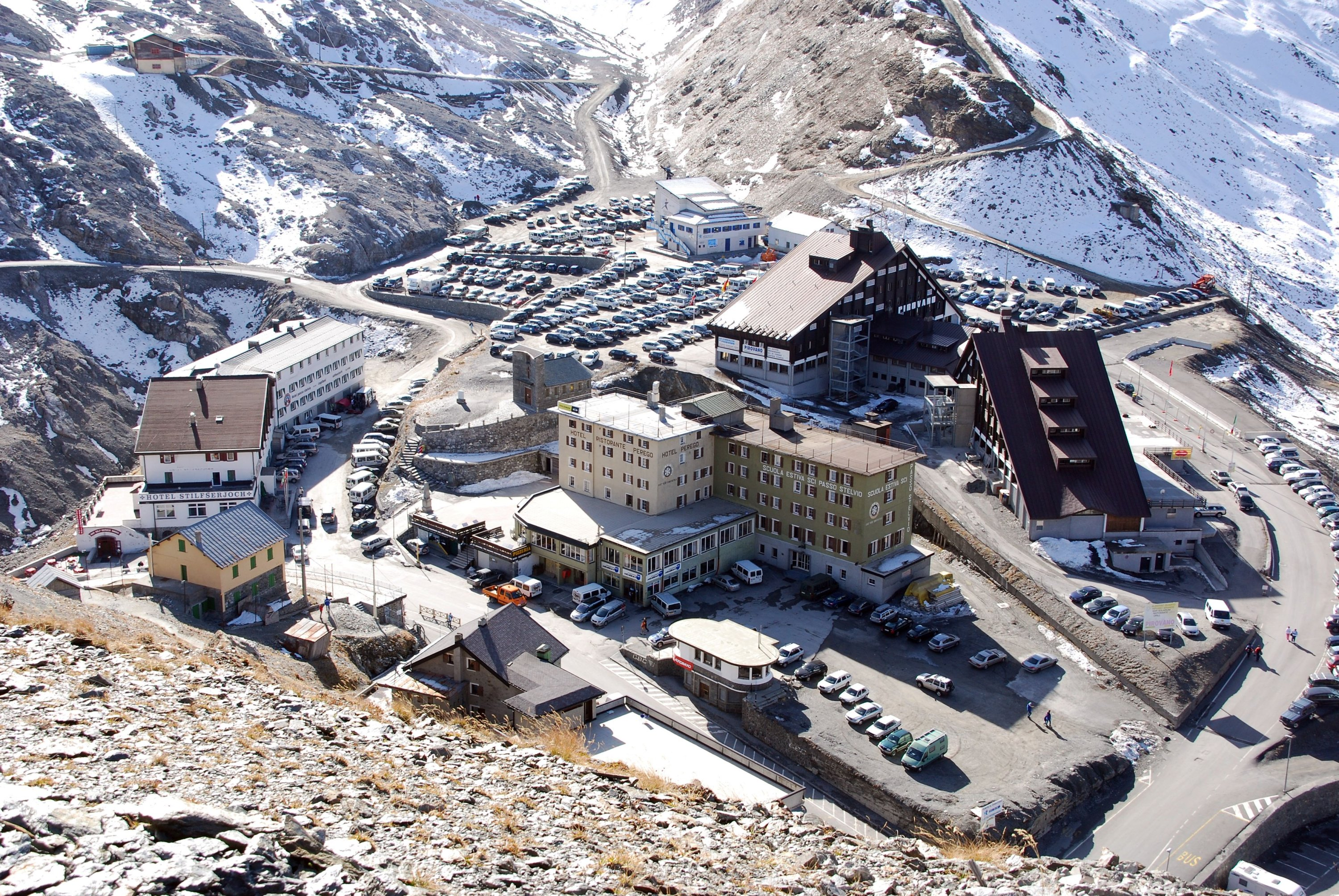
Le départ du téléphérique, juste au-dessus du col.

### Marathon

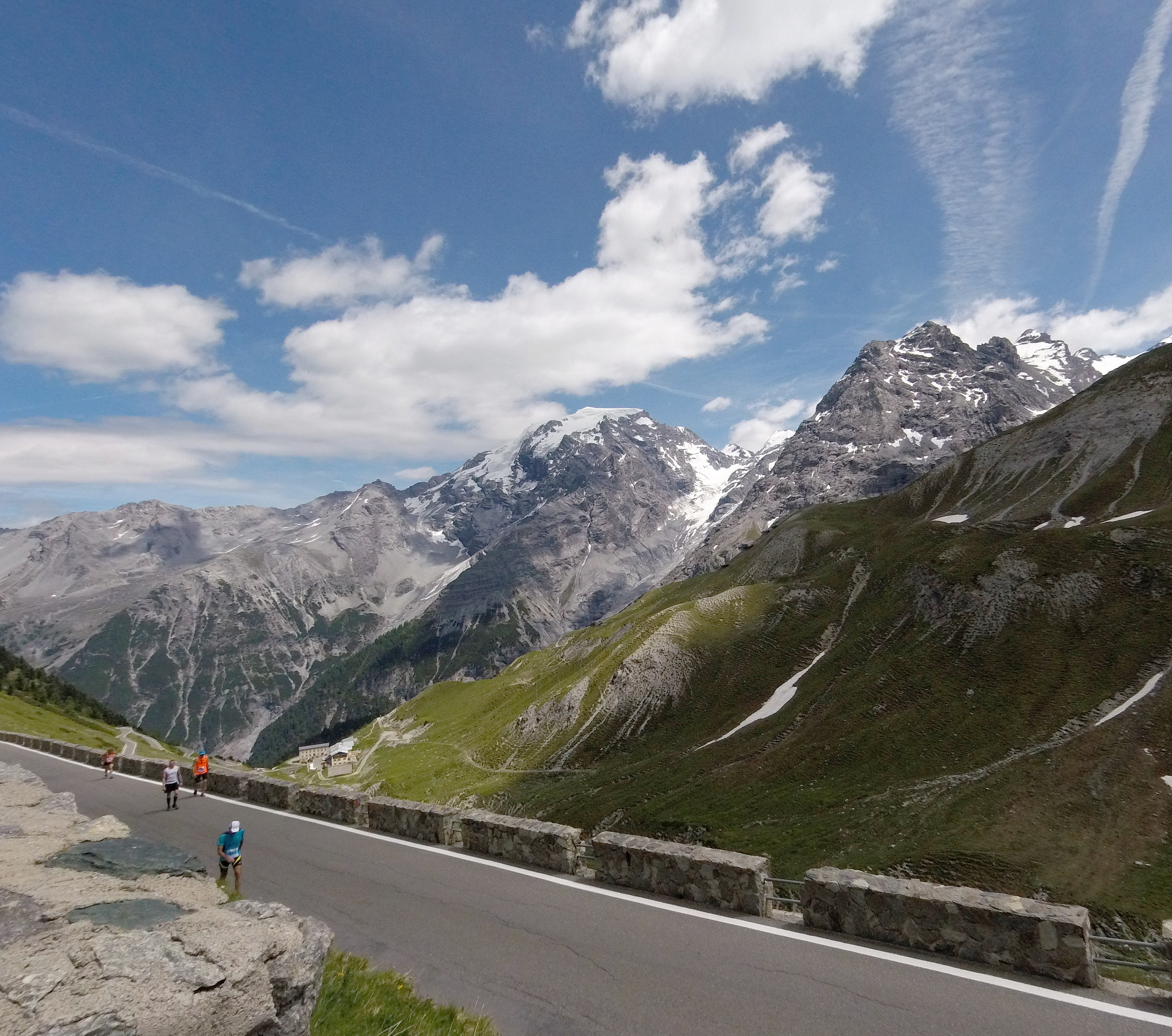
Le marathon du Stelvio en 2017.

Le 17 juin 2017, un marathon a eu lieu pour la première fois au col du Stelvio. Depuis, le marathon a lieu chaque année. L'itinéraire mène sur 42,195 km de Prato jusqu'au col, et il y a aussi des compétitions sur des distances plus courtes.

### Sport automobile
Dans le premier épisode de la dixième saison du magazine automobile Top Gear, la route du Stelvio a été présentée comme la « plus grande route du monde ». L'accent était mis sur l'itinéraire, qui permet un style de conduite sportive dans un cadre pittoresque. Pour le tournage, des voitures de sport à grosse cylindrée (notamment des Porsche, Lamborghini et Aston Martin) ont été utilisées. La route a été fermée à la circulation et des hélicoptères ont été utilisés pour filmer.

## Infrastructure de transport

### Transports en commun

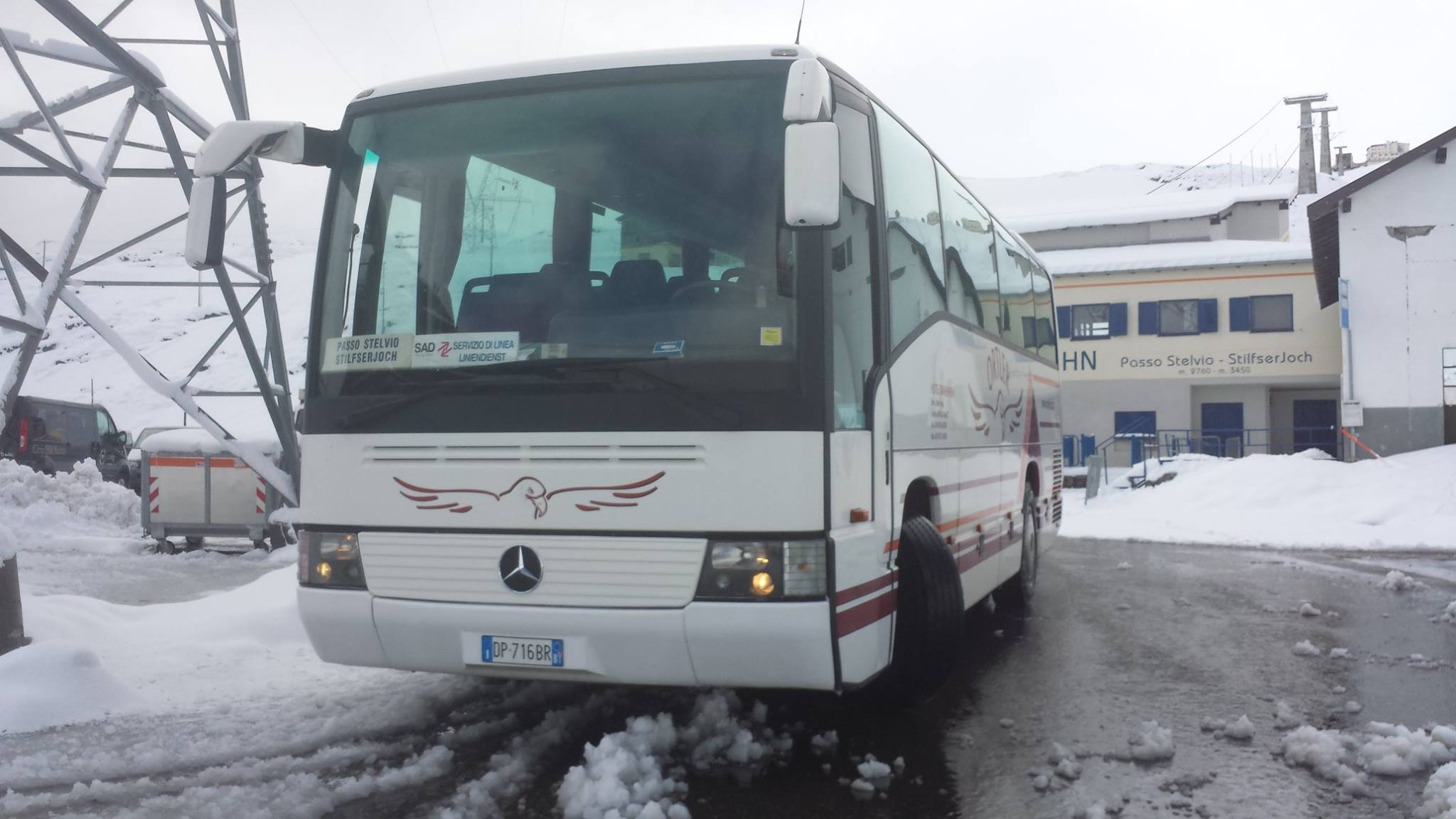
Bus public au col du Stelvio.

Pour accéder aux hôtels, cafés et kiosques, un système de bus réguliers a été instauré. La ligne de CarPostal Müstair - Tirano, qui fonctionne une fois par jour pendant les mois d'été, relie Müstair et Santa Maria Val Müstair au col de l'Umbrail et au col du Stelvio. De là, la ligne continue jusqu'à Bormio et Tirano.

### Péage

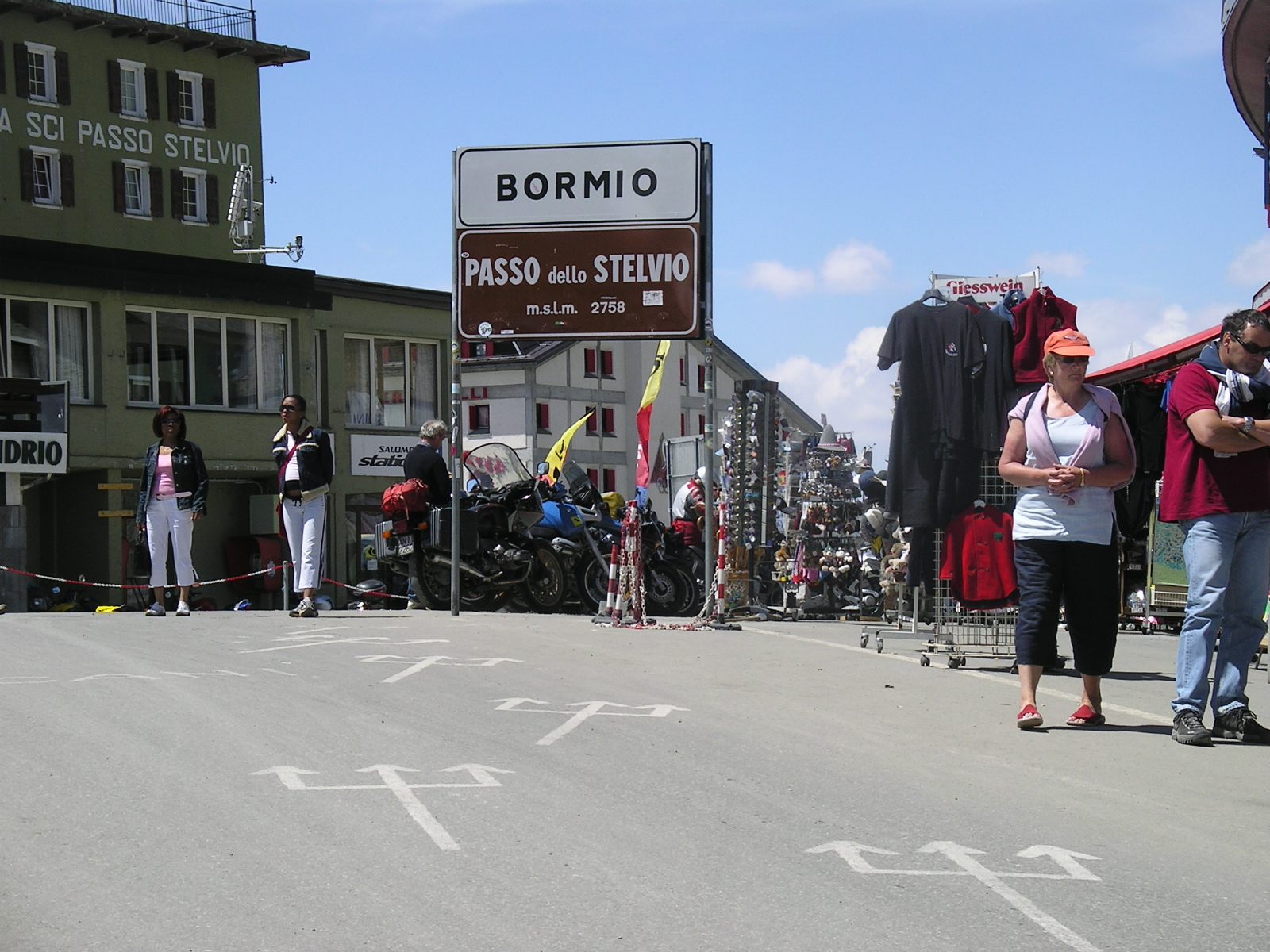
Vue des commerces au col.

L'introduction d'un péage est discutée publiquement depuis des années, mais aucun péage n'a encore été mis en place. Dès 2011, le gouvernement provincial du Tyrol du Sud donne son feu vert pour la mise en place d'un péage sur le versant sud-tyrolien. Selon le président du gouvernement provincial, Luis Durnwalder, « tout l'argent qui sera collecté avec l'application des tarifs sera réinvesti dans les travaux de valorisation, d'entretien et d'adaptation de la route ». Le 5 mars 2012, il annonce la mise en place d'un péage à partir du 1er janvier 2013, uniquement destiné aux véhicules motorisés. Depuis 1998, année où le transfert de compétences de Rome à Bolzano des routes nationales a pris forme, la province de Bolzano a investi 23 millions d'euros pour l'entretien de la route du Stelvio. En juin, l'idée se précise : il n'y aura pas de péage physique mais les automobilistes et les motocyclistes empruntant la route sud tyrolienne du col du Stelvio devront avoir le Green Pass, une vignette qu'il sera possible d'acheter dans 10 points ventes. Le prix est fixé le 30 juillet : 10 € pour les véhicules légers et 30 € pour les poids lourds. Une vignette valable une saison entière est aussi disponible au prix de 60 €. L'introduction d'un péage a été repoussée d'un an le 13 mai 2013 avec comme raison officielle l'indécision des autorités lombardes vis-à-vis de la mise en place de cette vignette au sein de la province,. Cependant, l'année suivante, le projet semble avoir été mis de côté et aucun péage ne voit le jour.
Depuis 2015, un groupe de travail global composé de représentants du val Venosta, de Bormio, du val Müstair et du parc national du Stelvio travaille sur diverses propositions. Dans ce cadre, une sorte de droit d'entrée était prévu à partir de 2019,.

## Dans la culture
Le col a donné son nom a plusieurs véhicules motorisés : Alfa Romeo a nommé Stelvio son premier SUV et Guzzi a fabriqué un modèle nommé Stelvio de 2007 à 2016. La Bugatti type 57 a aussi une carrosserie appelée Stelvio.